# Lista monumentelor istorice din județul Botoșani

Simbol utilizat în România pentru monumentele istorice

Lista monumentelor istorice din județul Botoșani cuprinde monumentele istorice din județul Botoșani înscrise în Patrimoniul cultural național al României. Lista completă este menținută și actualizată periodic de către Ministerul Culturii, Cultelor și Patrimoniului Național din România, ultima versiune datând din 2015.

| Cod LMI                                                                                              | Denumire | Localitate                                  | Localizare | Datare, Creatori                                                                | Imagine               | Erori             |
| --- | --- | ------------------------------------------- | --- | ------------------------------------------------------------------------------- | --------------------- | ----------------- |
| BT-I-s-B-01751 (RAN: 35740.06)                                                                       | Situl arheologic de la Botoșani, punct „Groapa lui Ichim (Achim)”                                                 | municipiul Botoșani                         | „Groapa lui Ichim (Achim)” La 2 km SE de Întreprinderea Fasst 47.7392°N 26.71188°E                                                             | sec. II-IIIp.Chr, Epoca romană                                                  | Încarcă foto \| video | Raportează eroare |
| BT-I-s-B-01752 (RAN: 35964.04)                                                                       | Situl arheologic de la Bajura                                                                                     | sat Bajura; oraș Darabani                   | „La Izunie” La 1 km Vest de sat- Pd220 |                                                                                 | Încarcă foto \| video | Raportează eroare |
| BT-I-m-B-01752.01 (RAN: 35964.04.02)                                                                 | Așezare | sat Bajura; oraș Darabani                   | „La Izunie” La 1 km Vest de sat- Pd220 48.20157°N 26.51422°E                                                                                   | sec. V - IV a. Chr., Latène timpuriu                                            | Încarcă foto \| video | Raportează eroare |
| BT-I-m-B-01752.02 (RAN: 35964.04.01)                                                                 | Așezare | sat Bajura; oraș Darabani                   | „La Izunie” La 1 km Vest de sat- Pd220 48.20157°N 26.51422°E                                                                                   | Eneolitic, Cultura Cucuteni                                                     | Încarcă foto \| video | Raportează eroare |
| BT-I-s-B-01753 (RAN: 37805.01)                                                                       | Așezare | sat Baranca; comuna Hudești                 | „La Cetățuie” La cca. 0,6 km SV de sat-Pd986 48.18697°N 26.45374°E                                                                             | sec. VIII - XI, Epoca medieval timpurie                                         | Încarcă foto \| video | Raportează eroare |
| BT-I-s-B-01754 (RAN: 36088.01)                                                                       | Situl arheologic de la Bodeasa                                                                                    | sat Bodeasa; comuna Săveni                  | „Fundul Bodesei” La 0,5 km SV de sat-A439 47.96365°N 26.92124°E                                                                                |                                                                                 | Încarcă foto \| video | Raportează eroare |
| BT-I-m-B-01754.01 (RAN: 36088.01.04)                                                                 | Așezare | sat Bodeasa; comuna Săveni                  | „Fundul Bodesei” La 0,5 km SV de sat-A439 47.96365°N 26.92124°E                                                                                | sec. XVII - XVIII, Epoca medievală                                              | Încarcă foto \| video | Raportează eroare |
| BT-I-m-B-01754.02                                                                                    | Așezare | sat Bodeasa; comuna Săveni                  | „Fundul Bodesei” La 0,5 km SV de sat-A439 | sec. IV - V, Epoca migrațiilor                                                  | Încarcă foto \| video | Raportează eroare |
| BT-I-m-B-01754.03 (RAN: 36088.01.03)                                                                 | Așezare | sat Bodeasa; comuna Săveni                  | „Fundul Bodesei” La 0,5 km SV de sat-A439 47.96365°N 26.92124°E                                                                                | Epoca bronzului târziu, Cultura Noua                                            | Încarcă foto \| video | Raportează eroare |
| BT-I-m-B-01754.04 (RAN: 36088.01.02)                                                                 | Așezare | sat Bodeasa; comuna Săveni                  | „Fundul Bodesei” La 0,5 km SV de sat-A439 47.96365°N 26.92124°E                                                                                | Eneolitic, Cultura Cucuteni                                                     | Încarcă foto \| video | Raportează eroare |
| BT-I-s-B-01755 (RAN: 36159.01)                                                                       | Situl arheologic de la Buimăceni, punct „La Șendreanul”                                                           | sat Buimăceni; comuna Albești               | „La Șendreanul”, în marginea de S a satului-A757,804,808 47.66433°N 27.09757°E                                                                 |                                                                                 | Încarcă foto \| video | Raportează eroare |
| BT-I-m-B-01755.01 (RAN: 36159.01.04)                                                                 | Așezare | sat Buimăceni; comuna Albești               | „La Șendreanul” În marginea de S a satului-A757,804,808 47.66433°N 27.09757°E                                                                  | sec. XIV - XV, XVII - XVIII, Epoca medievală                                    | Încarcă foto \| video | Raportează eroare |
| BT-I-m-B-01755.02 (RAN: 36159.01.03)                                                                 | Așezare | sat Buimăceni; comuna Albești               | „La Șendreanul” În marginea de S a satului-A757,804,808 47.66433°N 27.09757°E                                                                  | sec. IV - V, Epoca migrațiilor                                                  | Încarcă foto \| video | Raportează eroare |
| BT-I-m-B-01755.03 (RAN: 36159.01.02)                                                                 | Așezare | sat Buimăceni; comuna Albești               | „La Șendreanul” În marginea de S a satului-A757,804,808 47.66433°N 27.09757°E                                                                  | Epoca bronzului târziu, Cultura Noua                                            | Încarcă foto \| video | Raportează eroare |
| BT-I-m-B-01755.04 (RAN: 36159.01.01)                                                                 | Așezare | sat Buimăceni; comuna Albești               | „La Șendreanul” În marginea de S a satului-A757,804,808 47.66433°N 27.09757°E                                                                  | Eneolitic, Cultura Cucuteni                                                     | Încarcă foto \| video | Raportează eroare |
| BT-I-s-B-01756 (RAN: 36505.01)                                                                       | Situl arheologic de la Călărași                                                                                   | sat Călărași; comuna Călărași               | „Dealul Pogoroaia” La marginea de NV a satului- A39,79, P201,221, Pd216,217 47.61481°N 27.24883°E                                              |                                                                                 | Încarcă foto \| video | Raportează eroare |
| BT-I-m-B-01756.01 (RAN: 36505.01.06)                                                                 | Așezare | sat Călărași; comuna Călărași               | „Dealul Pogoroaia” La marginea de NV a satului- A39,79, P201,221, Pd216,217 47.61481°N 27.24883°E                                              | sec. XIV - XV, XVII - XVIII, Epoca medievală                                    | Încarcă foto \| video | Raportează eroare |
| BT-I-m-B-01756.02 (RAN: 36505.01.04)                                                                 | Așezare | sat Călărași; comuna Călărași               | „Dealul Pogoroaia” La marginea de NV a satului- A39,79, P201,221, Pd216,217 47.61481°N 27.24883°E                                              | sec. II - III p. Chr.                                                           | Încarcă foto \| video | Raportează eroare |
| BT-I-m-B-01756.03 (RAN: 36505.01.03)                                                                 | Așezare | sat Călărași; comuna Călărași               | „Dealul Pogoroaia” La marginea de NV a satului- A39,79, P201,221, Pd216,217, la marginea de NV a satului 47.61481°N 27.24883°E                 | Hallstatt                                                                       | Încarcă foto \| video | Raportează eroare |
| BT-I-m-B-01756.04 (RAN: 36505.01.02)                                                                 | Așezare | sat Călărași; comuna Călărași               | „Dealul Pogoroaia” La marginea de NV a satului- A39,79, P201,221, Pd216,217, la marginea de NV a satului 47.61481°N 27.24883°E                 | Epoca bronzului târziu, Cultura Noua                                            | Încarcă foto \| video | Raportează eroare |
| BT-I-m-B-01756.05 (RAN: 36505.01.01)                                                                 | Așezare | sat Călărași; comuna Călărași               | „Dealul Pogoroaia” La marginea de NV a satului- A39,79, P201,221, Pd216,217, la marginea de NV a satului 47.61481°N 27.24883°E                 | Eneolitic, Cultura Cucuteni                                                     | Încarcă foto \| video | Raportează eroare |
| BT-I-s-B-01757 (RAN: 39088.01)                                                                       | Situl arheologic de la Cerchejeni                                                                                 | sat Cerchejeni; comuna Blândești            | „La Bulhaci” La 2 km SV de sat- A1068,1071,1072                                                                                                |                                                                                 | Încarcă foto \| video | Raportează eroare |
| BT-I-m-B-01757.01 (RAN: 39088.01.03)                                                                 | Așezare | sat Cerchejeni; comuna Blândești            | „La Bulhaci” La 2 km SV de sat- A1068,1071,1072 47.67048°N 26.87988°E                                                                          | sec. XIV - XV, Epoca medievală                                                  | Încarcă foto \| video | Raportează eroare |
| BT-I-m-B-01757.02 (RAN: 39088.01.02)                                                                 | Așezare | sat Cerchejeni; comuna Blândești            | „La Bulhaci” La 2 km SV de sat- A1068,1071,1072 47.67048°N 26.87988°E                                                                          | sec. IV - V, Epoca migrațiilor                                                  | Încarcă foto \| video | Raportează eroare |
| BT-I-m-B-01757.03 (RAN: 39088.01.01)                                                                 | Așezare | sat Cerchejeni; comuna Blândești            | „La Bulhaci” La 2 km SV de sat- A1068,1071,1072 47.67048°N 26.87988°E                                                                          | Eneolitic, Cultura Cucuteni                                                     | Încarcă foto \| video | Raportează eroare |
| BT-I-s-B-01758 (RAN: 37921.01)                                                                       | Situl arheologic de la Cheliș, punct „La Bahnă”                                                                   | sat Cheliș; comuna Sulița                   | „La Bahnă” La 0,5 km SE de sat- A1438 47.63°N 26.95151°E                                                                                       |                                                                                 | Încarcă foto \| video | Raportează eroare |
| BT-I-m-B-01758.02                                                                                    | Așezare | sat Cheliș; comuna Sulița                   | „La Bahnă” La 0,5 km SE de sat- A1438 | Epoca bronzului                                                                 | Încarcă foto \| video | Raportează eroare |
| BT-I-m-B-01758.03                                                                                    | Așezare | sat Cheliș; comuna Sulița                   | „La Bahnă” La 0,5 km SE de sat- A1438 | Eneolitic, Cultura Cucuteni                                                     | Încarcă foto \| video | Raportează eroare |
| BT-I-s-B-01759 (RAN: 36578.01)                                                                       | Așezare | sat Copălău; comuna Copălău                 | „Răzima” La 0,5 km N de sat- A504 47.63291°N 26.84275°E                                                                                        | Eneolitic, Cultura Cucuteni                                                     | Încarcă foto \| video | Raportează eroare |
| BT-I-s-B-01760 (RAN: 36658.01)                                                                       | Așezare | sat Cordăreni; comuna Cordăreni             | „La Siliște” La marginea de S a satului-A377,380,398,400, la marginea de S a satului 47.98603°N 26.60274°E                                     | sec. XV - XVII, Epoca medievală                                                 | Încarcă foto \| video | Raportează eroare |
| BT-I-s-B-01761 (RAN: 36685.01)                                                                       | Necropola de la Corlăteni, punct „La Iaz”                                                                         | sat Corlăteni; comuna Corlăteni             | „La Iaz” la cărămidărie, la marginea de E a satului-A321 47.92939°N 26.56805°E                                                                 | sec. IV - V, Epoca migrațiilor                                                  | Încarcă foto \| video | Raportează eroare |
| BT-I-s-B-01762 (RAN: 36685.02)                                                                       | Situl arheologic de la Corlăteni, punct „Pe țarină”                                                               | sat Corlăteni; comuna Corlăteni             | „Pe țarină” La 2 km E de sat- A303,306,309 |                                                                                 | Încarcă foto \| video | Raportează eroare |
| BT-I-m-B-01762.01 (RAN: 36685.02.05)                                                                 | Așezare | sat Corlăteni; comuna Corlăteni             | „Pe țarină” La 2 km E de sat- A303,306,309 47.92813°N 26.5798°E                                                                                | sec. IV - V, Epoca migrațiilor                                                  | Încarcă foto \| video | Raportează eroare |
| BT-I-m-B-01762.02 (RAN: 36685.02.02)                                                                 | Așezare | sat Corlăteni; comuna Corlăteni             | „Pe țarină” La 2 km E de sat- A303,306,309 47.92813°N 26.5798°E                                                                                | Epoca bronzului, Cultura Costișa                                                | Încarcă foto \| video | Raportează eroare |
| BT-I-m-B-01762.03 (RAN: 36685.02.04)                                                                 | Așezare | sat Corlăteni; comuna Corlăteni             | „Pe țarină” La 2 km E de sat- A303,306,309 47.92813°N 26.5798°E                                                                                | Hallstatt                                                                       | Încarcă foto \| video | Raportează eroare |
| BT-I-m-B-01762.04 (RAN: 36685.02.03)                                                                 | Așezare | sat Corlăteni; comuna Corlăteni             | „Pe țarină” La 2 km E de sat- A303,306,309 47.92813°N 26.5798°E                                                                                | Epoca bronzului târziu, Cultura Noua                                            | Încarcă foto \| video | Raportează eroare |
| BT-I-m-B-01762.05 (RAN: 36685.02.01)                                                                 | Așezare | sat Corlăteni; comuna Corlăteni             | „Pe țarină” La 2 km E de sat- A303,306,309 47.92813°N 26.5798°E                                                                                | Eneolitic, Cultura Cucuteni                                                     | Încarcă foto \| video | Raportează eroare |
| BT-I-s-B-01763 (RAN: 36765.01)                                                                       | Situl arheologic de la Corni                                                                                      | sat Corni; comuna Corni                     | „Dealul Nițescu” |                                                                                 | Încarcă foto \| video | Raportează eroare |
| BT-I-m-B-01763.01 (RAN: 36765.01.02)                                                                 | Așezare | sat Corni; comuna Corni                     | „Dealul Nițescu” 47.66313°N 26.57313°E | sec. XVII - XVIII, Epoca medievală                                              | Încarcă foto \| video | Raportează eroare |
| BT-I-m-B-01763.02 (RAN: 36765.01.01)                                                                 | Așezare | sat Corni; comuna Corni                     | „Dealul Nițescu” La marginea de N a satului-A190 47.66313°N 26.57313°E                                                                         | sec. IV - II a. Chr., Latène, Cultura geto-dacică                               | Încarcă foto \| video | Raportează eroare |
| BT-I-s-B-01764 (RAN: 36765.02)                                                                       | Fortificația de la Corni, punct „La Cetățuie”                                                                     | sat Corni; comuna Corni                     | „La Cetățuie” La 3 km E de sat- A462 47.65228°N 26.61475°E                                                                                     | sec. IX - XI, Epoca medieval timpurie                                           | Încarcă foto \| video | Raportează eroare |
| BT-I-s-B-01765 (RAN: 36765.03)                                                                       | Situl arheologic de la Corni, punct „În Văiugi”                                                                   | sat Corni; comuna Corni                     | „În Văiugi” La 1 km de NV de sat- A524 47.65346°N 26.56422°E                                                                                   |                                                                                 | Încarcă foto \| video | Raportează eroare |
| BT-I-m-B-01765.01 (RAN: 36765.03.04)                                                                 | Așezare | sat Corni; comuna Corni                     | „În Văiugi” La 1 km de NV de sat 47.65346°N 26.56422°E                                                                                         | sec. XV, XVII - XVIII, Epoca medievală                                          | Încarcă foto \| video | Raportează eroare |
| BT-I-m-B-01765.02 (RAN: 36765.03.03)                                                                 | Așezare | sat Corni; comuna Corni                     | „În Văiugi” La 1 km de NV de sat 47.65346°N 26.56422°E                                                                                         | sec. IV - V, Epoca migrațiilor                                                  | Încarcă foto \| video | Raportează eroare |
| BT-I-m-B-01765.03 (RAN: 36765.03.02)                                                                 | Așezare | sat Corni; comuna Corni                     | „În Văiugi” La 1 km de NV de sat 47.65346°N 26.56422°E                                                                                         | Hallstatt                                                                       | Încarcă foto \| video | Raportează eroare |
| BT-I-s-A-01766 (RAN: 36612.01)                                                                       | Așezare fortificată                                                                                               | sat Cotu; comuna Copălău                    | „Poiana Costăchel” La 1 km V de sat 47.60185°N 26.83977°E                                                                                      | sec. VI - III a. Chr., Latène, Cultura geto-dacică                              | Încarcă foto \| video | Raportează eroare |
| BT-I-s-B-01767 (RAN: 36836.01)                                                                       | Așezare | sat Cotu Miculinți; comuna Coțușca          | „Stația de pompare” La 0,5 km SV de sat- A923,937,938 48.17771°N 26.93229°E                                                                    | sec. III - II a. Chr., Latène, Cultura geto-dacică                              | Încarcă foto \| video | Raportează eroare |
| BT-I-s-B-01768 (RAN: 36845.02)                                                                       | Situl arheologic de la Crasnaleuca, punct „La Staniște”                                                           | sat Crasnaleuca; comuna Coțușca             | „La Staniște” La 2,5 km S de sat- P854 48.13732°N 26.95125°E                                                                                   | Paleolitic superior, Cultura Gravetian oriental, Cucuteni A, Gorodsk-Horodiștea | Încarcă foto \| video | Raportează eroare |
| BT-I-s-B-01769 (RAN: 36916.01)                                                                       | Situl arheologic de la Cristești, punct „La Șesul Țarinei”                                                        | sat Cristești; comuna Cristești             | „Șesul țarinei” La 1,5 km NV de sat-A46 47.65396°N 26.69301°E                                                                                  | Perioada de tranziție la epoca bronzului, Cultura Horodiștea-Foltești           | Încarcă foto \| video | Raportează eroare |
| BT-I-s-B-01770 (RAN: 36916.02)                                                                       | Situl arheologic de la Cristești, punct „Ursoaia”                                                                 | sat Schit-Orășeni; comuna Cristești         | „Ursoaia” La 2 km E de sat-A123 47.65546°N 26.73879°E                                                                                          | sec. IV - V, Epoca migrațiilor                                                  | Încarcă foto \| video | Raportează eroare |
| BT-I-s-B-01771 (RAN: 36934.02)                                                                       | Așezare | sat Unguroaia; comuna Cristești             | „Dumbrava Mică” La 2 km V de sat 47.63335°N 26.70374°E                                                                                         | sec. IV - V, Epoca migrațiilor                                                  | Încarcă foto \| video | Raportează eroare |
| BT-I-s-B-01772 (RAN: 36943.03)                                                                       | Așezare | sat Cristești; comuna Cristești             | „Velniță” La 1,5 km SV de sat 47.61909°N 26.71175°E                                                                                            | sec. VIII - X, Epoca medieval timpurie                                          | Încarcă foto \| video | Raportează eroare |
| BT-I-s-B-01773 (RAN: 36961.01)                                                                       | Așezare | sat Cristinești; comuna Cristinești         | „Podul Popii” La 1,5 km SE de sat-A547,553, F550,552 48.08795°N 26.42408°E                                                                     | sec. XIV - XV, XVII - XVIII, Epoca medievală                                    | Încarcă foto \| video | Raportează eroare |
| BT-I-s-B-01774 (RAN: 35768.01)                                                                       | Situl arheologic de la Curtești                                                                                   | sat Curtești; comuna Curtești               | „În Vatra Satului” 47.71756°N 26.64521°E | Epoca migrațiilor                                                               | Încarcă foto \| video | Raportează eroare |
| BT-I-m-B-01774.01 (RAN: 35768.01.02, 35768.01.04)                                                    | Așezare | sat Curtești; comuna Curtești               | „În Vatra Satului” A154 47.71756°N 26.64521°E                                                                                                  | sec. XIV - XV, XVII - XVIII, Epoca medievală                                    | Încarcă foto \| video | Raportează eroare |
| BT-I-m-B-01774.02 (RAN: 35768.01.01)                                                                 | Așezare | sat Curtești; comuna Curtești               | „În Vatra Satului” A154 47.71756°N 26.64521°E                                                                                                  | sec. IV - V, Epoca migrațiilor                                                  | Încarcă foto \| video | Raportează eroare |
| BT-I-s-B-01775 (RAN: 38517.01)                                                                       | Situl arheologic de la Cuzlău, punct „La Făgădău”                                                                 | sat Cuzlău; comuna Păltiniș                 | „La Făgădău” La 0,5 km NE de sat-A722,723, Pș720 48.2426°N 26.68591°E                                                                          | sec. IV - V, Epoca migrațiilor                                                  | Încarcă foto \| video | Raportează eroare |
| BT-I-s-B-01776 (RAN: 38474.01)                                                                       | Situl arheologic de la Dacia                                                                                      | sat Dacia; comuna Nicșeni                   | „Ursoaia” La 0,5 km N de sat- A416, F420,424                                                                                                   |                                                                                 | Încarcă foto \| video | Raportează eroare |
| BT-I-m-B-01776.01 (RAN: 38474.01.02)                                                                 | Așezare | sat Dacia; comuna Nicșeni                   | „Ursoaia” La 0,5 km N de sat- A416, F420,424 47.854°N 26.69587°E                                                                               | sec. IV - V, Epoca migrațiilor                                                  | Încarcă foto \| video | Raportează eroare |
| BT-I-m-B-01776.02                                                                                    | Așezare | sat Dacia; comuna Nicșeni                   | „Ursoaia” La 0,5 km N de sat- A416, F420,424                                                                                                   | Epoca bronzului târziu, Cultura Noua                                            | Încarcă foto \| video | Raportează eroare |
| BT-I-m-B-01776.03 (RAN: 38474.01.01)                                                                 | Așezare | sat Dacia; comuna Nicșeni                   | „Ursoaia” La 0,5 km N de sat- A416, F420,424 47.854°N 26.69587°E                                                                               | Eneolitic, Cultura Cucuteni                                                     | Încarcă foto \| video | Raportează eroare |
| BT-I-s-A-01777 (RAN: 37020.01)                                                                       | Așezarea fortificată de la Dersca, punct „Berezna”                                                                | sat Dersca; comuna Dersca                   | „Berezna” La 1 km N de sat-A223 Lat. 48°00'09 - Long. 26°17'34 48.01122°N 26.20786°E                                                           | sec. XI - III a. Chr., Hallstatt, Cultura geto-dacică                           | Încarcă foto \| video | Raportează eroare |
| BT-I-s-B-01778 (RAN: 36248.01)                                                                       | Situl arheologic de la Dimitrie Cantemir                                                                          | sat Dimitrie Cantemir; comuna Avrămeni      | „Șleahul Liveni” La 0,5 km NE de sat-A328,330,331,334 48.05597°N 27.00089°E                                                                    |                                                                                 | Încarcă foto \| video | Raportează eroare |
| BT-I-m-B-01778.01 (RAN: 36248.01.03)                                                                 | Așezare | sat Dimitrie Cantemir; comuna Avrămeni      | „Șleahul Liveni” La 0,5 km NE de sat 48.05597°N 27.00089°E                                                                                     | Epoca bronzului târziu, Cultura Noua                                            | Încarcă foto \| video | Raportează eroare |
| BT-I-m-B-01778.02 (RAN: 36248.01.01)                                                                 | Așezare | sat Dimitrie Cantemir; comuna Avrămeni      | „Șleahul Liveni” La 0,5 km NE de sat 48.05597°N 27.00089°E                                                                                     | Eneolitic, Cultura Cucuteni                                                     | Încarcă foto \| video | Raportează eroare |
| BT-I-s-A-01779 (RAN: 36015.01)                                                                       | Situl arheologic de la Dorohoi, punct „Vatra Târgului”                                                            | municipiul Dorohoi                          | Str. Ștefan cel Mare 61, „Vatratârgului” pe tot terenul din jurul bisericii „Sf. Nicolae” Lat. 47°57'34 - Long. 26°24'29 47.95969°N 26.40819°E | sec. XV - XVII, Epoca medievală                                                 | Încarcă foto \| video | Raportează eroare |
| BT-I-s-B-01780 (RAN: 36989.01)                                                                       | Necropola tumulară de la Dragalina                                                                                | sat Dragalina; comuna Cristinești           | „Mormântul Urieșului” La 1 km NV de sat-A670 48.06713°N 26.43902°E                                                                             | Perioada de tranziție la epoca bronzului, Cultura Horodiștea-Foltești           | Încarcă foto \| video | Raportează eroare |
| BT-I-s-B-01781 (RAN: 36355.01)                                                                       | Situl arheologic de la Draxini                                                                                    | sat Draxini; comuna Bălușeni                | „La Cânepiște” La 2 km NE de sat 47.67237°N 26.83682°E                                                                                         | Epoca migrațiilor                                                               | Încarcă foto \| video | Raportează eroare |
| BT-I-m-B-01781.01 (RAN: 36355.01.04)                                                                 | Așezare | sat Draxini; comuna Bălușeni                | „La Cânepiște” La 2 km NE de sat-P839,842,845 47.67237°N 26.83682°E                                                                            | sec. XVI - XVII, Epoca medievală                                                | Încarcă foto \| video | Raportează eroare |
| BT-I-m-B-01781.02 (RAN: 36355.01.03)                                                                 | Așezare | sat Draxini; comuna Bălușeni                | „La Cânepiște” La 2 km NE de sat-P839,842,845 47.67237°N 26.83682°E                                                                            | sec. IV - V, Epoca migrațiilor                                                  | Încarcă foto \| video | Raportează eroare |
| BT-I-s-B-01782 (RAN: 37182.01)                                                                       | Situl arheologic de la Drăgășani, punct „Dealul Chițanca”                                                         | sat Drăgușeni; comuna Drăgușeni             | „Dealul Chițanca” La 3 km NV de sat |                                                                                 | Încarcă foto \| video | Raportează eroare |
| BT-I-m-B-01782.01 (RAN: 37182.01.02)                                                                 | Așezare | sat Drăgușeni; comuna Drăgușeni             | „Dealul Chițanca” La 3 km NV de sat 48.05635°N 26.77346°E                                                                                      | sec. IV - V, Epoca romano-bizantină                                             | Încarcă foto \| video | Raportează eroare |
| BT-I-m-B-01782.02 (RAN: 37182.01.01)                                                                 | Așezare | sat Drăgușeni; comuna Drăgușeni             | „Dealul Chițanca” La 3 km NV de sat 48.05635°N 26.77346°E                                                                                      | Epoca bronzului târziu, cultura Noua                                            | Încarcă foto \| video | Raportează eroare |
| BT-I-s-B-01783                                                                                       | Situl arheologic de la Drăgușeni, punct „Ostrov”                                                                  | sat Drăgușeni; comuna Drăgușeni             | „Ostrov” La 1 km SV de sat | Eneolitic, Cultura Cucuteni                                                     | Încarcă foto \| video | Raportează eroare |
| BT-I-m-B-01783.01 (RAN: 37182.02.023)                                                                | Necropolă sarmatică                                                                                               | sat Drăgușeni; comuna Drăgușeni             | „Ostrov” La 1 km SV de sat- P207,209,214 48.0054°N 26.81929°E                                                                                  | sec. IV - V, Epoca migrațiilor                                                  | Încarcă foto \| video | Raportează eroare |
| BT-I-m-B-01783.02 (RAN: 37182.02.01, 37182.02.02)                                                    | Așezare | sat Drăgușeni; comuna Drăgușeni             | „Ostrov” La 1 km SV de sat 48.0054°N 26.81929°E                                                                                                | Eneolitic, Cultura Cucuteni                                                     | Încarcă foto \| video | Raportează eroare |
| BT-I-s-B-01784 (RAN: 37404.01)                                                                       | Situl arheologic de la Dumeni                                                                                     | sat Dumeni; comuna George Enescu            | „Cotul Morii” La 1 km E de sat | Eneolitic, Cultura Cucuteni                                                     | Încarcă foto \| video | Raportează eroare |
| BT-I-m-B-01784.01 (RAN: 37404.01.03)                                                                 | Așezare | sat Dumeni; comuna George Enescu            | „Cotul Morii” La 1 km E de sat- A532,537 48.01019°N 26.55431°E                                                                                 | sec. IV - V, Epoca migrațiilor                                                  | Încarcă foto \| video | Raportează eroare |
| BT-I-m-B-01784.02 (RAN: 37404.01.02)                                                                 | Așezare | sat Dumeni; comuna George Enescu            | „Cotul Morii” La 1 km E de sat- A532,537 48.01019°N 26.55431°E                                                                                 | Epoca bronzului târziu, Cultura Noua                                            | Încarcă foto \| video | Raportează eroare |
| BT-I-m-B-01784.03 (RAN: 37404.01.01)                                                                 | Așezare | sat Dumeni; comuna George Enescu            | „Cotul Morii” La 1 km E de sat- A532,537 48.01019°N 26.55431°E                                                                                 | Eneolitic, Cultura Cucuteni                                                     | Încarcă foto \| video | Raportează eroare |
| BT-I-m-B-01785 (RAN: 37226.01)                                                                       | Situl arheologic de la Durnești                                                                                   | sat Durnești; comuna Durnești               | „Hârtopu Mic” La 1,5 km SE de sat-A326 47.75937°N 27.13332°E                                                                                   | sec. IV - V, Epoca migrațiilor                                                  | Încarcă foto \| video | Raportează eroare |
| BT-I-s-B-01786 (RAN: 36998.01)                                                                       | Așezarea fortificată de la Fundu Herții                                                                           | sat Fundu Herții; comuna Cristinești        | „La Redută” La 1 km S de sat- A279, Pd203, Ps269 48.10455°N 26.3086°E                                                                          | sec. VIII - X, Epoca medieval timpurie                                          | Încarcă foto \| video | Raportează eroare |
| BT-I-s-B-01787 (RAN: 37556.01)                                                                       | Situl arheologic de la Havârna                                                                                    | sat Havârna; comuna Havârna                 | „Ciumași” La 3 km S de sat |                                                                                 | Încarcă foto \| video | Raportează eroare |
| BT-I-m-B-01787.01 (RAN: 37556.01.02)                                                                 | Așezare | sat Havârna; comuna Havârna                 | „Ciumași” La 3 km S de sat 48.05448°N 26.64355°E                                                                                               | sec. IV - V, Epoca migrațiilor                                                  | Încarcă foto \| video | Raportează eroare |
| BT-I-m-B-01787.02 (RAN: 37556.01.01)                                                                 | Așezare | sat Havârna; comuna Havârna                 | „Ciumași” La 3 km S de sat 48.05448°N 26.64355°E                                                                                               | Eneolitic, Cultura Cucuteni                                                     | Încarcă foto \| video | Raportează eroare |
| BT-I-s-B-01788 (RAN: 37743.06)                                                                       | Situl arheologic de la Hlipiceni                                                                                  | sat Hlipiceni; comuna Hlipiceni             | „La Movilă” La 1 km N de sat |                                                                                 | Încarcă foto \| video | Raportează eroare |
| BT-I-m-B-01788.01 (RAN: 37761.02.05)                                                                 | Așezarea „La Movilă”                                                                                              | sat Hlipiceni; comuna Hlipiceni             | „La Movilă” La 1 km N de sat- A207, Pș206, AGL205 47.60688°N 27.15152°E                                                                        | sec. VIII - X, Epoca medieval timpurie                                          | Încarcă foto \| video | Raportează eroare |
| BT-I-m-B-01788.02 (RAN: 37761.02.04)                                                                 | Așezare | sat Hlipiceni; comuna Hlipiceni             | „La Movilă” La 1 km N de sat 47.60688°N 27.15152°E                                                                                             | sec. IV - V, Epoca migrațiilor                                                  | Încarcă foto \| video | Raportează eroare |
| BT-I-m-B-01788.03 (RAN: 37761.02.03)                                                                 | Așezare | sat Hlipiceni; comuna Hlipiceni             | „La Movilă” La 1 km N de sat 47.60688°N 27.15152°E                                                                                             | Hallstatt timpuriu                                                              | Încarcă foto \| video | Raportează eroare |
| BT-I-m-B-01788.04 (RAN: 37761.02.02)                                                                 | Așezare | sat Hlipiceni; comuna Hlipiceni             | „La Movilă” La 1 km N de sat 47.60688°N 27.15152°E                                                                                             | Epoca bronzului târziu, Cultura Noua                                            | Încarcă foto \| video | Raportează eroare |
| BT-I-m-B-01788.05 (RAN: 37761.02.01)                                                                 | Așezare | sat Hlipiceni; comuna Hlipiceni             | „La Movilă” La 1 km N de sat 47.60688°N 27.15152°E                                                                                             | Eneolitic, Cultura Cucuteni                                                     | Încarcă foto \| video | Raportează eroare |
| BT-I-s-B-01789 (RAN: 39140.01)                                                                       | Situl arheologic de la Horlăceni                                                                                  | sat Horlăceni; comuna Șendriceni            | „La Grajduri” La 2 km E de sat 47.91344°N 26.36657°E                                                                                           | Eneolitic, Cultura Cucuteni                                                     | Încarcă foto \| video | Raportează eroare |
| BT-I-s-B-01790 (RAN: 38526.01)                                                                       | Situl arheologic de la Horodiște, punct „Bâtca”                                                                   | sat Horodiștea; comuna Păltiniș             | „Bâtca” La marginea de NV a satului- A674, Pd671/1,673,690 48.24332°N 26.72569°E                                                               | sec. IV-V p. Chr.                                                               | Încarcă foto \| video | Raportează eroare |
| BT-I-m-B-01790.01 (RAN: 38526.01.03)                                                                 | Așezare | sat Horodiștea; comuna Păltiniș             | „Bâtca” La marginea de NV a satului 48.24332°N 26.72569°E                                                                                      | sec. VIII - X, Epoca medieval timpurie                                          | Încarcă foto \| video | Raportează eroare |
| BT-I-m-B-01790.02 (RAN: 38526.01.02)                                                                 | Așezare | sat Horodiștea; comuna Păltiniș             | „Bâtca” La marginea de NV a satului 48.24332°N 26.72569°E                                                                                      | Perioada de tranziție la epoca bronzului                                        | Încarcă foto \| video | Raportează eroare |
| BT-I-m-B-01790.03 (RAN: 38526.01.01)                                                                 | Așezare | sat Horodiștea; comuna Păltiniș             | „Bâtca” La marginea de NV a satului 48.24332°N 26.72569°E                                                                                      | Eneolitic, Cultura Cucuteni                                                     | Încarcă foto \| video | Raportează eroare |
| BT-I-s-B-01791 (RAN: 38526.02)                                                                       | Situl arheologic de la Horodiștea, punct „Dealul Crucii”                                                          | sat Horodiștea; comuna Păltiniș             | „Dealul Crucii” La 2 km SV de sat 48.23014°N 26.73362°E                                                                                        | Epoca bronzului târziu, Cultura Noua                                            | Încarcă foto \| video | Raportează eroare |
| BT-I-m-B-01791.01                                                                                    | Așezare | sat Horodiștea; comuna Păltiniș             | „Dealul Crucii” La 2 km SV de sat- A908,913,1003,1007, Ps1004                                                                                  | sec. VIII - XI, Epoca medieval timpurie                                         | Încarcă foto \| video | Raportează eroare |
| BT-I-m-B-01791.02 (RAN: 38526.02.03)                                                                 | Așezare | sat Horodiștea; comuna Păltiniș             | „Dealul Crucii” La 2 km SV de sat- A908,913,1003,1007, Ps1004 48.23014°N 26.73362°E                                                            | sec. IV - V, Epoca migrațiilor                                                  | Încarcă foto \| video | Raportează eroare |
| BT-I-m-B-01791.03 (RAN: 38526.02.02)                                                                 | Așezare | sat Horodiștea; comuna Păltiniș             | „Dealul Crucii” La 2 km SV de sat 48.23014°N 26.73362°E                                                                                        | Epoca bronzului târziu, Cultura Noua                                            | Încarcă foto \| video | Raportează eroare |
| BT-I-m-B-01791.04 (RAN: 38526.02.01)                                                                 | Așezare | sat Horodiștea; comuna Păltiniș             | „Dealul Crucii” La 2 km SV de sat 48.23014°N 26.73362°E                                                                                        | Eneolitic, Cultura Cucuteni                                                     | Încarcă foto \| video | Raportează eroare |
| BT-I-s-B-01792 (RAN: 38526.03)                                                                       | Situl arheologic de la Horodiștea, punct „Dealul Mălăiște”                                                        | sat Horodiștea; comuna Păltiniș             | „Dealul Mălăiște” La 1 km NV de sat-A674,679,692, Ps691                                                                                        |                                                                                 | Încarcă foto \| video | Raportează eroare |
| BT-I-m-B-01792.01                                                                                    | Așezare | sat Horodiștea; comuna Păltiniș             | „Dealul Mălăiște” La 1 km NV de sat-A674,679,692, Ps691                                                                                        | sec. XIV - XV, Epoca medievală                                                  | Încarcă foto \| video | Raportează eroare |
| BT-I-m-B-01792.02                                                                                    | Așezare | sat Horodiștea; comuna Păltiniș             | „Dealul Mălăiște” La 1 km NV de sat-A674,679,692, Ps691                                                                                        | sec. VIII - XI, Epoca medieval timpurie                                         | Încarcă foto \| video | Raportează eroare |
| BT-I-m-B-01792.03                                                                                    | Așezare | sat Horodiștea; comuna Păltiniș             | „Dealul Mălăiște” La 1 km NV de sat-A674,679,692, Ps691                                                                                        | sec. IV - V, Epoca romano-bizantină                                             | Încarcă foto \| video | Raportează eroare |
| BT-I-m-B-01792.04 (RAN: 38526.03.01)                                                                 | Așezare | sat Horodiștea; comuna Păltiniș             | „Dealul Mălăiște” La 1 km NV de sat-A674,679,692, Ps691 48.20158°N 26.73982°E                                                                  | Perioada de tranziție la epoca bronzului, Cultura Horodiștea - Foltești         | Încarcă foto \| video | Raportează eroare |
| BT-I-m-B-01792.05                                                                                    | Așezare | sat Horodiștea; comuna Păltiniș             | „Dealul Mălăiște” La 1 km NV de sat-A674,679,692, Ps691                                                                                        | Eneolitic, Cultura Cucuteni                                                     | Încarcă foto \| video | Raportează eroare |
| BT-I-s-B-01793 (RAN: 39774.01)                                                                       | Situl arheologic de la Huțani                                                                                     | sat Huțani; comuna Vlădeni                  | „Mori de piatră” La marginea de S a satului 47.70138°N 26.49293°E                                                                              |                                                                                 | Încarcă foto \| video | Raportează eroare |
| BT-I-m-B-01793.01 (RAN: 39774.01.03)                                                                 | Așezare | sat Huțani; comuna Vlădeni                  | „Mori de piatră” La marginea de S a satului-A254,256,267 47.70138°N 26.49293°E                                                                 | sec. IV - V, Epoca migrațiilor                                                  | Încarcă foto \| video | Raportează eroare |
| BT-I-m-B-01793.02 (RAN: 39774.01.02)                                                                 | Așezare | sat Huțani; comuna Vlădeni                  | „Mori de piatră” La marginea de S a satului-A254,256,267 47.70138°N 26.49293°E                                                                 | sec. II - III p. Chr., Cultura dacilor liberi                                   | Încarcă foto \| video | Raportează eroare |
| BT-I-s-B-01794 (RAN: 37084.01)                                                                       | Situl arheologic de la Iacobeni                                                                                   | sat Iacobeni; comuna Dângeni                | „Valea Grădinilor” La 1 km SV de sat-A721 47.86224°N 26.89039°E                                                                                | sec. VI - V a. Chr., Hallstatt                                                  | Încarcă foto \| video | Raportează eroare |
| BT-I-s-B-01795 (RAN: 37832.08)                                                                       | Situl arheologic de la Ibănești                                                                                   | sat Ibănești; comuna Ibănești               | „Cotu Brumă” La 4 km SE de sat- A351 48.04676°N 26.43251°E                                                                                     | Epoca bronzului târziu, Cultura Noua                                            | Încarcă foto \| video | Raportează eroare |
| BT-I-s-B-01796 (RAN: 36257.01, 36257.02)                                                             | Necropola tumulară de la Ichimeni                                                                                 | sat Ichimeni; comuna Avrămeni               | „Dealul Baba Ileana” La 1,5 km N de sat-A401                                                                                                   | Perioada de tranziție la epoca bronzului, Cultura Horodiștea-Foltești           | Încarcă foto \| video | Raportează eroare |
| BT-I-s-B-01797 (RAN: 39373.01)                                                                       | Situl arheologic de la Ionășeni                                                                                   | sat Ionășeni; comuna Trușești               | „Țintirim” La 1,5 km NE de sat 47.73605°N 27.01693°E                                                                                           |                                                                                 | Încarcă foto \| video | Raportează eroare |
| BT-I-m-B-01797.01 (RAN: 39373.01.06)                                                                 | Așezare | sat Ionășeni; comuna Trușești               | „Țintirim” La 1,5 km NE de sat- A950,959,965,979, Ps970 47.73605°N 27.01693°E                                                                  | sec. XIV - XV, XVII - XVIII, Epoca medievală                                    | Încarcă foto \| video | Raportează eroare |
| BT-I-m-B-01797.02 (RAN: 39373.01.05)                                                                 | Așezare | sat Ionășeni; comuna Trușești               | „Țintirim” La 1,5 km NE de sat- A950,959,965,979, Ps970 47.73605°N 27.01693°E                                                                  | sec. VIII - X, Epoca medieval timpurie                                          | Încarcă foto \| video | Raportează eroare |
| BT-I-m-B-01797.03 (RAN: 39373.01.04)                                                                 | Așezare | sat Ionășeni; comuna Trușești               | „Țintirim” La 1,5 km NE de sat- A950,959,965,979, Ps970 47.73605°N 27.01693°E                                                                  | sec. IV - V, Epoca romano-bizantină                                             | Încarcă foto \| video | Raportează eroare |
| BT-I-m-B-01797.04                                                                                    | Așezare | sat Ionășeni; comuna Trușești               | „Țintirim” La 1,5 km NE de sat- A950,959,965,979, Ps970                                                                                        | sec. VI - IV a. Chr., Hallstatt                                                 | Încarcă foto \| video | Raportează eroare |
| BT-I-s-B-01798 (RAN: 37869.01)                                                                       | Situl arheologic de la Leorda                                                                                     | sat Leorda; comuna Leorda                   | „Vatra satului” La Cantonul 29 47.81702°N 26.4777°E                                                                                            |                                                                                 | Încarcă foto \| video | Raportează eroare |
| BT-I-m-B-01798.01 (RAN: 37869.01.03)                                                                 | Așezare | sat Leorda; comuna Leorda                   | „Vatra satului” La Cantonul 29 CFR-A381 47.81702°N 26.4777°E                                                                                   | sec. XV, XVII, Epoca medievală                                                  | Încarcă foto \| video | Raportează eroare |
| BT-I-m-B-01798.02 (RAN: 37869.01.01)                                                                 | Așezare | sat Leorda; comuna Leorda                   | „Vatra satului” La Cantonul 29 CFR-A381 47.81702°N 26.4777°E                                                                                   | sec. IV - V, Epoca migrațiilor                                                  | Încarcă foto \| video | Raportează eroare |
| BT-I-m-B-01798.03 (RAN: 37869.01.04)                                                                 | Așezare | sat Leorda; comuna Leorda                   | „Vatra satului” La Cantonul 29 CFR-A381 47.81702°N 26.4777°E                                                                                   | Latène                                                                          | Încarcă foto \| video | Raportează eroare |
| BT-I-s-B-01799 (RAN: 38018.03)                                                                       | Situl arheologic de la Liveni, punct „Iazul lui Bogdan”                                                           | sat Liveni; comuna Manoleasa                | „Iazul lui Bogdan” La 1 km SV de sat 48.04487°N 27.04889°E                                                                                     | Eneolitic, Cultura Cucuteni                                                     | Încarcă foto \| video | Raportează eroare |
| BT-I-m-B-01799.01                                                                                    | Așezare | sat Liveni; comuna Manoleasa                | „Iazul lui Bogdan” La 1 km SV de sat | sec. IV - V, Epoca daco-romană                                                  | Încarcă foto \| video | Raportează eroare |
| BT-I-m-B-01799.02                                                                                    | Așezare | sat Liveni; comuna Manoleasa                | „Iazul lui Bogdan” La 1 km SV de sat | Eneolitic, Cultura Cucuteni                                                     | Încarcă foto \| video | Raportează eroare |
| BT-I-m-B-01800 (RAN: 38009.06)                                                                       | Situl arheologic de la Liveni, punct „La Stâncuță”                                                                | sat Liveni; comuna Manoleasa                | „La Stâncuță” La 0,5 km S de sat-A136 48.0494°N 27.06134°E                                                                                     |                                                                                 | Încarcă foto \| video | Raportează eroare |
| BT-I-m-B-01800.01                                                                                    | Așezare | sat Liveni; comuna Manoleasa                | „La Stâncuță” La 0,5 km S de sat-A136 | sec. IV - V, Epoca daco-romană                                                  | Încarcă foto \| video | Raportează eroare |
| BT-I-m-B-01800.02                                                                                    | Așezare | sat Liveni; comuna Manoleasa                | „La Stâncuță” La 0,5 km S de sat-A136 | Eneolitic, Cultura Cucuteni                                                     | Încarcă foto \| video | Raportează eroare |
| BT-I-m-B-01801 (RAN: 37039.02)                                                                       | Podul de lemn de la Lozna                                                                                         | sat Lozna; comuna Lozna                     | „Turbărie” La 2 km SV de sat- A706-714 47.93609°N 26.26267°E                                                                                   | sec. II - III p.Chr                                                             | Încarcă foto \| video | Raportează eroare |
| BT-I-s-B-01802 (RAN: 37967.15)                                                                       | Fortificație | sat Manoleasa; comuna Manoleasa             | „Valul Troian” La E și S de sat și de la Prut spre V- A512, P511, A527,576,991, Pd810, 844, A858,857,876 48.00661°N 27.10889°E                 | sec. II - V p. Chr., Epoca migrațiilor                                          | Încarcă foto \| video | Raportează eroare |
| BT-I-s-B-01803 (RAN: 36710.01)                                                                       | Situl arheologic de la Mateieni                                                                                   | sat Mateieni; comuna Dimăcheni              | „Staniște” La 1 km SV de sat- A863,923, F864 47.91321°N 26.58407°E                                                                             | Eneolitic, Cultura Cucuteni                                                     | Încarcă foto \| video | Raportează eroare |
| BT-I-s-B-01804 (RAN: 35802.01)                                                                       | Situl arheologic de la Mănăstirea Doamnei                                                                         | sat Mănăstirea Doamnei; comuna Curtești     | „Baisa” La 1 km NE de sat 47.72845°N 26.62115°E                                                                                                | Perioada de tranziție la epoca bronzului, Cultura Horodiștea-Foltești           | Încarcă foto \| video | Raportează eroare |
| BT-I-s-B-01805 (RAN: 39578.01)                                                                       | Situl arheologic de la Mânăstireni                                                                                | sat Mânăstireni; comuna Unțeni              | „Valea Strâmbă” La 0,5 km E de sat-A190,202 47.82496°N 26.78646°E                                                                              | sec. II - III p. Chr., Latène târziu, Cultura dacilor liberi                    | Încarcă foto \| video | Raportează eroare |
| BT-I-s-B-01806 (RAN: 39480.01)                                                                       | Situl arheologic de la Mândrești, punct „Dealul lui Anton”                                                        | sat Mândrești; comuna Ungureni              | „Dealul lui Anton” La 0,5 km SE de sat A435, Ps412                                                                                             |                                                                                 | Încarcă foto \| video | Raportează eroare |
| BT-I-m-B-01806.01 (RAN: 39480.01.02)                                                                 | Așezare | sat Mândrești; comuna Ungureni              | „Dealul lui Anton” La 0,5 km SE de sat A435, Ps412 47.90447°N 26.7481°E                                                                        | sec. IV - V, Epoca daco-romană                                                  | Încarcă foto \| video | Raportează eroare |
| BT-I-m-B-01806.02 (RAN: 39480.01.01)                                                                 | Așezare | sat Mândrești; comuna Ungureni              | „Dealul lui Anton” La 0,5 km SE de sat A435, Ps412 47.90447°N 26.7481°E                                                                        | Paleolitic, Cultura gravetian oriental                                          | Încarcă foto \| video | Raportează eroare |
| BT-I-s-B-01807 (RAN: 38250.03)                                                                       | Situl arheologic de la Mihălășeni                                                                                 | sat Mihălășeni; comuna Mihălășeni           | „La Lipovanu” La 1 km E de sat- A303,317 47.87811°N 27.08947°E                                                                                 |                                                                                 | Încarcă foto \| video | Raportează eroare |
| BT-I-m-B-01807.01 (RAN: 38250.03.05)                                                                 | Așezare | sat Mihălășeni; comuna Mihălășeni           | „La Lipovanu” La 1 km E de sat 47.87811°N 27.08947°E                                                                                           | sec. IV - V, Epoca migrațiilor                                                  | Încarcă foto \| video | Raportează eroare |
| BT-I-m-B-01807.02                                                                                    | Așezare | sat Mihălășeni; comuna Mihălășeni           | „La Lipovanu” La 1 km E de sat- A303,317 | sec. II - III p. Chr., Epoca romană                                             | Încarcă foto \| video | Raportează eroare |
| BT-I-m-B-01807.03 (RAN: 38250.03.04)                                                                 | Așezare | sat Mihălășeni; comuna Mihălășeni           | „La Lipovanu” La 1 km E de sat- A303,317 47.87811°N 27.08947°E                                                                                 | Halstatt                                                                        | Încarcă foto \| video | Raportează eroare |
| BT-I-m-B-01807.04 (RAN: 38250.03.03)                                                                 | Așezare | sat Mihălășeni; comuna Mihălășeni           | „La Lipovanu” La 1 km E de sat- 47.87811°N 27.08947°E                                                                                          | Epoca bronzului târziu, Cultura Noua                                            | Încarcă foto \| video | Raportează eroare |
| BT-I-s-B-01808 (RAN: 38250.02, 38287.03)                                                             | Necropola tumulară de la Mihălășeni, punct „Movile”                                                               | sat Mihălășeni; comuna Mihălășeni           | „La Movile” La 1 km SE de sat- A320 | Perioada de tranziție la epoca bronzului, Cultura Horodiștea-Foltești           | Încarcă foto \| video | Raportează eroare |
| BT-I-s-B-01809 (RAN: 38651.01)                                                                       | Situl arheologic de la Miorcani, punct „La Duruitoare”                                                            | sat Miorcani; comuna Rădăuți-Prut           | „Duruitoare” La 1 km NE de sat- A681,683/1,684                                                                                                 |                                                                                 | Încarcă foto \| video | Raportează eroare |
| BT-I-m-B-01809.01 (RAN: 38651.01.03)                                                                 | Așezare | sat Miorcani; comuna Rădăuți-Prut           | „Duruitoare” La 1 km NE de sat- A681,683/1,684 48.21038°N 26.86874°E                                                                           | sec. VI - V a. Chr., Halstatt                                                   | Încarcă foto \| video | Raportează eroare |
| BT-I-m-B-01809.02 (RAN: 38651.01.02)                                                                 | Așezare | sat Miorcani; comuna Rădăuți-Prut           | „Duruitoare” La 1 km NE de sat- A681,683/1,684 48.21038°N 26.86874°E                                                                           | Epoca bronzului târziu, Cultura Noua                                            | Încarcă foto \| video | Raportează eroare |
| BT-I-m-B-01809.03                                                                                    | Așezare | sat Miorcani; comuna Rădăuți-Prut           | „Duruitoare” La 1 km NE de sat- A681,683/1,684                                                                                                 | Perioada de tranziție la epoca bronzului, Cultura Horodiștea-Foltești           | Încarcă foto \| video | Raportează eroare |
| BT-I-m-B-01809.04 (RAN: 38651.01.01)                                                                 | Așezare | sat Miorcani; comuna Rădăuți-Prut           | „Duruitoare” La 1 km NE de sat- A681,683/1,684 48.21038°N 26.86874°E                                                                           | Eneolitic, Cultura Cucuteni                                                     | Încarcă foto \| video | Raportează eroare |
| BT-I-s-B-01810 (RAN: 38651.03)                                                                       | Situl arheologic de la Miorcani, punct „Pârâul Morii”                                                             | sat Miorcani; comuna Rădăuți-Prut           | „Pârâul Morii” La 2,5 km SE de sat-A13, P16,18, Pd5 48.19586°N 26.89552°E                                                                      |                                                                                 | Încarcă foto \| video | Raportează eroare |
| BT-I-m-B-01810.01 (RAN: 38651.03.03)                                                                 | Așezare | sat Miorcani; comuna Rădăuți-Prut           | „Pârâul Morii” La 2,5 km SE de sat-A13, P16,18, Pd5 48.19586°N 26.89552°E                                                                      | sec. IV - V, Epoca daco-romană                                                  | Încarcă foto \| video | Raportează eroare |
| BT-I-m-B-01810.02 (RAN: 38651.03.02)                                                                 | Așezare | sat Miorcani; comuna Rădăuți-Prut           | „Pârâul Morii” La 2,5 km SE de sat-A13, P16,18, Pd5 48.19586°N 26.89552°E                                                                      | Epoca bronzului târziu, Cultura Noua                                            | Încarcă foto \| video | Raportează eroare |
| BT-I-s-B-01811 (RAN: 38385.01)                                                                       | Situl arheologic de la Mitoc, punct „Valea Izvorului”                                                             | sat Mitoc; comuna Mitoc                     | „Valea Izvorului” La 0,5 km N de sat-A143,305 48.09309°N 27.01757°E                                                                            |                                                                                 | Încarcă foto \| video | Raportează eroare |
| BT-I-m-B-01811.01 (RAN: 38385.01.03)                                                                 | Așezare | sat Mitoc; comuna Mitoc                     | „Valea Izvorului” La 0,5 km N de sat-A143,305 48.09309°N 27.01757°E                                                                            | sec. VII - VIII, Epoca medieval timpurie                                        | Încarcă foto \| video | Raportează eroare |
| BT-I-m-B-01811.02 (RAN: 38385.01.02)                                                                 | Așezare | sat Mitoc; comuna Mitoc                     | „Valea Izvorului” La 0,5 km N de sat-A143,305 48.09309°N 27.01757°E                                                                            | sec. IV - V, Epoca migrațiilor                                                  | Încarcă foto \| video | Raportează eroare |
| BT-I-m-B-01811.03 (RAN: 38385.01.04)                                                                 | Așezare | sat Mitoc; comuna Mitoc                     | „Valea Izvorului” La 0,5 km N de sat-A143,305 48.09309°N 27.01757°E                                                                            | Hallstatt                                                                       | Încarcă foto \| video | Raportează eroare |
| BT-I-m-B-01811.04 (RAN: 38385.01.05)                                                                 | Așezare | sat Mitoc; comuna Mitoc                     | „Valea Izvorului” La 0,5 km N de sat-A143,305 48.09309°N 27.01757°E                                                                            | Eneolitic                                                                       | Încarcă foto \| video | Raportează eroare |
| BT-I-m-B-01811.05 (RAN: 38385.01.01)                                                                 | Așezare | sat Mitoc; comuna Mitoc                     | „Valea Izvorului” La 0,5 km N de sat-A143,305 48.09309°N 27.01757°E                                                                            | Paleolitic                                                                      | Încarcă foto \| video | Raportează eroare |
| BT-I-s-A-01812 (RAN: 38385.02)                                                                       | Situl arheologic de la Mitoc, punct „Malul Galben”                                                                | sat Mitoc; comuna Mitoc                     | „Malul Galben” La marginea de E a satului-Ps69 Lat. 47°06'37 -Long. 27°02'27 48.09772°N 27.02383°E                                             |                                                                                 | Încarcă foto \| video | Raportează eroare |
| BT-I-m-A-01812.01 (RAN: 38385.02.02)                                                                 | Așezare | sat Mitoc; comuna Mitoc                     | „Malul Galben” La marginea de E a satului-Ps69 Lat. 47°06'37 - Long. 27°02'27 48.09772°N 27.02383°E                                            | Epoca bronzului târziu, Cultura Noua                                            | Încarcă foto \| video | Raportează eroare |
| BT-I-m-A-01812.02 (RAN: 38385.02.01)                                                                 | Așezare | sat Mitoc; comuna Mitoc                     | „Malul Galben” La marginea de E a satului-Ps69 Lat. 47°06'37 - Long. 27°02'27 48.09772°N 27.02383°E                                            | Paleolitic superior                                                             | Încarcă foto \| video | Raportează eroare |
| BT-I-s-B-01813 (RAN: 38385.03)                                                                       | Situl arheologic de la Mitoc, punct „Pârâul lui Istrate”                                                          | sat Mitoc; comuna Mitoc                     | „Pârâul lui Istrate” La 2 km SE de sat-A82 48.08539°N 27.02708°E                                                                               |                                                                                 | Încarcă foto \| video | Raportează eroare |
| BT-I-m-B-01813.01 (RAN: 38385.03.03)                                                                 | Așezare | sat Mitoc; comuna Mitoc                     | „Pârâul lui Istrate” La 2 km SE de sat-A82 48.08539°N 27.02708°E                                                                               | sec. XVI - XVII, Epoca medievală                                                | Încarcă foto \| video | Raportează eroare |
| BT-I-m-B-01813.02 (RAN: 38385.03.04)                                                                 | Așezare | sat Mitoc; comuna Mitoc                     | „Pârâul lui Istrate” La 2 km SE de sat-A82 48.08539°N 27.02708°E                                                                               | sec. IV - V, Epoca daco-romană                                                  | Încarcă foto \| video | Raportează eroare |
| BT-I-m-B-01813.03 (RAN: 38385.03.02)                                                                 | Necropolă | sat Mitoc; comuna Mitoc                     | „Pârâul lui Istrate” La 2 km SE de sat-A82 48.08539°N 27.02708°E                                                                               | Epoca bronzului târziu, Cultura Noua                                            | Încarcă foto \| video | Raportează eroare |
| BT-I-m-B-01813.04 (RAN: 38385.03.01)                                                                 | Așezare | sat Mitoc; comuna Mitoc                     | „Pârâul lui Istrate” La 2 km SE de sat-A82 48.08539°N 27.02708°E                                                                               | Eneolitic, Cultura Cucuteni                                                     | Încarcă foto \| video | Raportează eroare |
| BT-I-m-B-01813.05 (RAN: 38385.03.05)                                                                 | Așezare | sat Mitoc; comuna Mitoc                     | „Pârâul lui Istrate” La 2 km SE de sat-A82 48.08539°N 27.02708°E                                                                               | Paleolitic superior, Cultura Aurignacian                                        | Încarcă foto \| video | Raportează eroare |
| BT-I-s-B-01814 (RAN: 36550.01)                                                                       | Necropola tumulară de la Movileni, punct „Dealul Cuzoaia”                                                         | sat Movileni; comuna Concești               | „Dealul Cuzoaia” La 2 km SE de sat-A345,375 48.12012°N 26.61935°E                                                                              | Perioada de tranziție la epoca bronzului, Cultura Horodiștea-Foltești           | Încarcă foto \| video | Raportează eroare |
| BT-I-s-B-01815 (RAN: 36872.01, 36872.09, 36872.10, 36890.02, 36890.03, 36890.04, 36890.05, 36890.06) | Necropola tumulară de la Nichiteni, punct „Dealul Chirițoaia”                                                     | sat Nichiteni; comuna Coțușca               | „Dealul Chirițoaia” La 1 km S de sat-A196,203,211,388                                                                                          | Perioada de tranziție la epoca bronzului, Cultura Horodiștea-Foltești           | Încarcă foto \| video | Raportează eroare |
| BT-I-s-B-01816 (RAN: 36818.03)                                                                       | Situl arheologic de la Nichiteni, punct „Pârâul Calului”                                                          | sat Nichiteni; comuna Coțușca               | „Pârâul Calului” La 1 km N de sat- A154,158 48.11216°N 26.87468°E                                                                              |                                                                                 | Încarcă foto \| video | Raportează eroare |
| BT-I-m-B-01816.01 (RAN: 36818.03.07)                                                                 | Așezare | sat Nichiteni; comuna Coțușca               | „Pârâul Calului” La 0,5 km N de sat-A154,158 48.11216°N 26.87468°E                                                                             | sec. XVI - XVII, Epoca medievală                                                | Încarcă foto \| video | Raportează eroare |
| BT-I-m-B-01816.02 (RAN: 36818.03.06)                                                                 | Necropolă | sat Nichiteni; comuna Coțușca               | „Pârâul Calului” La 0,5 km N de sat-A154,158 48.11216°N 26.87468°E                                                                             | sec. IV - V, Epoca migrațiilor                                                  | Încarcă foto \| video | Raportează eroare |
| BT-I-m-B-01816.03 (RAN: 36818.03.05)                                                                 | Așezare | sat Nichiteni; comuna Coțușca               | „Pârâul Calului” La 0,5 km N de sat-A154,158 48.11216°N 26.87468°E                                                                             | sec. VI - V a. Chr., Hallstatt                                                  | Încarcă foto \| video | Raportează eroare |
| BT-I-m-B-01816.04 (RAN: 36818.03.04)                                                                 | Așezare | sat Nichiteni; comuna Coțușca               | „Pârâul Calului” La 0,5 km N de sat-A154,158 48.11216°N 26.87468°E                                                                             | Epoca bronzului târziu, Cultura Noua                                            | Încarcă foto \| video | Raportează eroare |
| BT-I-m-B-01816.05 (RAN: 36818.03.03)                                                                 | Așezare | sat Nichiteni; comuna Coțușca               | „Pârâul Calului” La 0,5 km N de sat-A154,158 48.11216°N 26.87468°E                                                                             | Perioada de tranziție la epoca bronzului, Cultura Horodiștea-Foltești           | Încarcă foto \| video | Raportează eroare |
| BT-I-m-B-01816.06 (RAN: 36818.03.02)                                                                 | Așezare | sat Nichiteni; comuna Coțușca               | „Pârâul Calului” La 0,5 km N de sat-A154,158 48.11216°N 26.87468°E                                                                             | Eneolitic, Cultura Cucuteni                                                     | Încarcă foto \| video | Raportează eroare |
| BT-I-s-B-01817 (RAN: 38483.01)                                                                       | Necropola tumulară de la Nicșeni                                                                                  | sat Nicșeni; comuna Nicșeni                 | „La Movilă” La 2 km NE de sat- A410 47.87251°N 26.66636°E                                                                                      | Perioada de tranziție la epoca bronzului, Cultura Horodiștea-Foltești           | Încarcă foto \| video | Raportează eroare |
| BT-I-s-B-01818 (RAN: 35811.01)                                                                       | Situl arheologic de la Orășeni-Deal, punct „Dealul Hornului”                                                      | sat Orășeni-Deal; comuna Curtești           | „Dealul Hornului” La 0,7 km N de sat-A669 47.68663°N 26.67624°E                                                                                | Eneolitic, Cultura Cucuteni                                                     | Încarcă foto \| video | Raportează eroare |
| BT-I-s-B-01819 (RAN: 35811.02)                                                                       | Situl arheologic de la Orășeni-Deal, punct „La Grădină”                                                           | sat Orășeni-Deal; comuna Curtești           | „La Grădină” La 0,5 km E de sat- A593,625 |                                                                                 | Încarcă foto \| video | Raportează eroare |
| BT-I-m-B-01819.01 (RAN: 35811.02.02)                                                                 | Așezare | sat Orășeni-Deal; comuna Curtești           | „La Grădină” La 0,5 km E de sat- A593,625 47.67337°N 26.68817°E                                                                                | sec. XV - XVIII, Epoca medievală                                                | Încarcă foto \| video | Raportează eroare |
| BT-I-m-B-01819.02 (RAN: 35811.02.01)                                                                 | Așezare | sat Orășeni-Deal; comuna Curtești           | „La Grădină” La 0,5 km E de sat- A593,625 47.67337°N 26.68817°E                                                                                | sec. IV - V, Epoca migrațiilor                                                  | Încarcă foto \| video | Raportează eroare |
| BT-I-s-B-01820 (RAN: 36122.01)                                                                       | Situl arheologic de la Petricani                                                                                  | sat aparținător Petricani; oraș Săveni      | „Sat Nou” La 2 km N de sat- A23, P47 47.96447°N 26.84055°E                                                                                     | Eneolitic, Cultura Cucuteni                                                     | Încarcă foto \| video | Raportează eroare |
| BT-I-s-B-01821 (RAN: 38447.05)                                                                       | Situl arheologic de la Prisăcani, punct „Ciorogani”                                                               | sat Prisăcani; oraș Flămânzi                | „Ciorogani” La 4 km de sat 47.52075°N 26.99187°E                                                                                               |                                                                                 | Încarcă foto \| video | Raportează eroare |
| BT-I-m-B-01821.01 (RAN: 38447.05.04)                                                                 | Așezare | sat Prisăcani; oraș Flămânzi                | „Ciorogani” La 4 km de sat, la marginea de NE a satului 47.52075°N 26.99187°E                                                                  | sec. IV - V, Epoca daco-romană                                                  | Încarcă foto \| video | Raportează eroare |
| BT-I-m-B-01821.02 (RAN: 38447.05.03)                                                                 | Așezare | sat Prisăcani; oraș Flămânzi                | „Ciorogani” La 4 km de sat, la marginea de NE a satului 47.52075°N 26.99187°E                                                                  | sec. VI - IV a. Chr., Hallstatt                                                 | Încarcă foto \| video | Raportează eroare |
| BT-I-s-B-01822 (RAN: 38599.02)                                                                       | Situl arheologic de la Prăjeni, punct „Nelipești”                                                                 | sat Prăjeni; comuna Prăjeni                 | „La Nelipești” La 2,5 km E de sat- A78, P67 47.49698°N 27.05388°E                                                                              |                                                                                 | Încarcă foto \| video | Raportează eroare |
| BT-I-m-B-01822.01 (RAN: 38599.02.05)                                                                 | Așezare | sat Prăjeni; comuna Prăjeni                 | „La Nelipești” La 2,5 km E de sat- A78, P67 47.49698°N 27.05388°E                                                                              | sec. IV - V, Epoca romano-bizantină                                             | Încarcă foto \| video | Raportează eroare |
| BT-I-m-B-01822.02 (RAN: 38599.02.04)                                                                 | Așezare | sat Prăjeni; comuna Prăjeni                 | „La Nelipești” La 2,5 km E de sat- A78, P67 47.49698°N 27.05388°E                                                                              | sec. II - III p.Chr                                                             | Încarcă foto \| video | Raportează eroare |
| BT-I-m-B-01822.03 (RAN: 38599.02.03)                                                                 | Așezare | sat Prăjeni; comuna Prăjeni                 | „La Nelipești” La 2,5 km E de sat- A78, P67 47.49698°N 27.05388°E                                                                              | Latène timpuriu                                                                 | Încarcă foto \| video | Raportează eroare |
| BT-I-m-B-01822.04 (RAN: 38599.02.02)                                                                 | Așezare | sat Prăjeni; comuna Prăjeni                 | „La Nelipești” La 2,5 km E de sat- A78, P67 47.49698°N 27.05388°E                                                                              | Hallstatt                                                                       | Încarcă foto \| video | Raportează eroare |
| BT-I-m-B-01822.05                                                                                    | Așezare | sat Prăjeni; comuna Prăjeni                 | „La Nelipești” La 2,5 km E de sat- A78, P67 | Epoca bronzului târziu, Cultura Noua                                            | Încarcă foto \| video | Raportează eroare |
| BT-I-m-B-01822.06                                                                                    | Așezare | sat Prăjeni; comuna Prăjeni                 | „La Nelipești” | Perioada de tranziție la epoca bronzului                                        | Încarcă foto \| video | Raportează eroare |
| BT-I-m-B-01822.07 (RAN: 38599.02.07)                                                                 | Așezare | sat Prăjeni; comuna Prăjeni                 | „La Nelipești” La 2,5 km E de sat- A78, P67 47.49698°N 27.05388°E                                                                              | Eneolitic, Cultura Cucuteni                                                     | Încarcă foto \| video | Raportează eroare |
| BT-I-s-B-01823 (RAN: 38447.01)                                                                       | Situl arheologic de la Prisăcani                                                                                  | sat Prisăcani; oraș Flămânzi                | „Cotul Beicului” La 10 km SE de sat-A1036,1043 47.48932°N 27.07226°E                                                                           |                                                                                 | Încarcă foto \| video | Raportează eroare |
| BT-I-m-B-01823.01                                                                                    | Necropola tumulară                                                                                                | sat Prisăcani; oraș Flămânzi                | „Cotul Beicului” La 10 km SE de sat-A1036,1043                                                                                                 | sec. XV - XVIII, Epoca medievală                                                | Încarcă foto \| video | Raportează eroare |
| BT-I-m-B-01823.02                                                                                    | Necropola tumulară                                                                                                | sat Prisăcani; oraș Flămânzi                | „Cotul Beicului” La 10 km SE de sat-A1036,1043                                                                                                 | sec. IV - V                                                                     | Încarcă foto \| video | Raportează eroare |
| BT-I-m-B-01823.03                                                                                    | Necropola tumulară                                                                                                | sat Prisăcani; oraș Flămânzi                | „Cotul Beicului” La 10 km SE de sat-A1036,1043                                                                                                 | Hallstat                                                                        | Încarcă foto \| video | Raportează eroare |
| BT-I-m-B-01823.04                                                                                    | Necropola tumulară                                                                                                | sat Prisăcani; oraș Flămânzi                | „Cotul Beicului” La 10 km SE de sat-A1036,1043                                                                                                 | Perioada de tranziție la epoca bronzulu, Cultura Horodiștea-Foltești            | Încarcă foto \| video | Raportează eroare |
| BT-I-m-B-01823.05                                                                                    | Necropola tumulară                                                                                                | sat Prisăcani; oraș Flămânzi                | „Cotul Beicului” La 10 km SE de sat-A1036,1043                                                                                                 | Eneolitic, Cultura Cucuteni                                                     | Încarcă foto \| video | Raportează eroare |
| BT-I-s-A-01824 (RAN: 37351.01)                                                                       | Situl arheologic de la Rădeni, punct „Boia”                                                                       | sat Rădeni; comuna Frumușica                | „Boia” La 3 km E de sat- Al1006,1007,1009,1010,1074, Lf1024, 1026,1028,1030 Lat. 47°30'27 - Long. 26°55'10 47.50684°N 26.92145°E               | Eneolitic, Cultura Cucuteni                                                     | Încarcă foto \| video | Raportează eroare |
| BT-I-s-B-01825 (RAN: 38688.01)                                                                       | Necropolă | sat Răuseni; comuna Răuseni                 | „Gârla Morii” La marginea de N a satului-Pș157 47.5658°N 27.20515°E                                                                            | Epoca bronzului târziu, Cultura Noua                                            | Încarcă foto \| video | Raportează eroare |
| BT-I-s-B-01826 (RAN: 38740.01)                                                                       | Situl arheologic de la Ripiceni, punct „Gura Hârtopului”                                                          | sat Ripiceni; comuna Ripiceni               | „Gura Hârtopului” La 3 km S de sat-A24,38 |                                                                                 | Încarcă foto \| video | Raportează eroare |
| BT-I-m-B-01826.01 (RAN: 38740.01.03)                                                                 | Așezare | sat Ripiceni; comuna Ripiceni               | „Gura Hârtopului” La 3 km S de sat-A24,38 47.92325°N 27.14008°E                                                                                | sec. IV - V, Epoca migrațiilor                                                  | Încarcă foto \| video | Raportează eroare |
| BT-I-m-B-01826.02 (RAN: 38740.01.02)                                                                 | Așezarea de la „Gura Hârtopului”                                                                                  | sat Ripiceni; comuna Ripiceni               | „Gura Hârtopului” La 3 km S de sat-A24,38 47.92325°N 27.14008°E                                                                                | Epoca bronzului târziu, Cultura Noua                                            | Încarcă foto \| video | Raportează eroare |
| BT-I-m-B-01826.03 (RAN: 38740.01.01)                                                                 | Așezare | sat Ripiceni; comuna Ripiceni               | „Gura Hârtopului” La 3 km S de sat-A24,38 47.92325°N 27.14008°E                                                                                | Eneolitic, Cultura Cucuteni                                                     | Încarcă foto \| video | Raportează eroare |
| BT-I-s-B-01827 (RAN: 38900.01)                                                                       | Necropola tumulară de la Santa Mare, punct „La Movile”                                                            | sat Santa Mare; comuna Santa Mare           | „La Movile” La 1 km N de sat- A727 47.61769°N 27.34086°E                                                                                       | Perioada de tranziție la epoca bronzului, Cultura Horodiștea-Foltești           | Încarcă foto \| video | Raportează eroare |
| BT-I-s-B-01828 (RAN: 37654.03)                                                                       | Necropola tumulară de la Sărata - Basarab                                                                         | sat Sărata-Basarab; comuna Hănești          | „Dealul Hodoroaia” La 1 km SV de sat-A268/1 47.93552°N 27.02381°E                                                                              | Perioada de tranziție la epoca bronzului, Cultura Horodiștea-Foltești           | Încarcă foto \| video | Raportează eroare |
| BT-I-s-B-01829 (RAN: 39827.01, 39827.03, 39827.04, 39827.05, 39827.06)                               | Necropola tumulară de la Sârbi                                                                                    | sat Sârbi; comuna Vlăsinești                | „Dealul Movilelor” La 1 km N de sat-A94,106,108                                                                                                | Perioada de tranziție la epoca bronzului, Cultura Horodiștea-Foltești           | Încarcă foto \| video | Raportează eroare |
| BT-I-s-B-01830 (RAN: 37663.01)                                                                       | Situl arheologic de la Slobozia, punct „Dealul Mălăiște”                                                          | sat Slobozia Hănești; comuna Hănești        | „Dealul Mălăiște” La 1 km SE de sat-A532 47.90028°N 27.00345°E                                                                                 |                                                                                 | Încarcă foto \| video | Raportează eroare |
| BT-I-m-B-01830.01 (RAN: 37663.01.03)                                                                 | Așezare | sat Slobozia Hănești; comuna Hănești        | „Dealul Mălăiște” La 1 km SE de sat-A532 47.90028°N 27.00345°E                                                                                 | sec. XIV - XV, XVIII, Epoca medievală                                           | Încarcă foto \| video | Raportează eroare |
| BT-I-m-B-01830.02 (RAN: 37663.01.04)                                                                 | Așezare | sat Slobozia Hănești; comuna Hănești        | „Dealul Mălăiște” La 1 km SE de sat-A532 47.90028°N 27.00345°E                                                                                 | sec. XI - XII, Epoca medievală timpurie                                         | Încarcă foto \| video | Raportează eroare |
| BT-I-m-B-01830.03 (RAN: 37663.01.05)                                                                 | Așezare | sat Slobozia Hănești; comuna Hănești        | „Dealul Mălăiște” La 1 km SE de sat-A532 47.90028°N 27.00345°E                                                                                 | sec. IV - V, Epoca migrațiilor                                                  | Încarcă foto \| video | Raportează eroare |
| BT-I-m-B-01830.04 (RAN: 37663.01.06)                                                                 | Așezare | sat Slobozia Hănești; comuna Hănești        | „Dealul Mălăiște” La 1 km SE de sat-A532 47.90028°N 27.00345°E                                                                                 | Epoca bronzului târziu, Cultura Noua                                            | Încarcă foto \| video | Raportează eroare |
| BT-I-m-B-01830.05 (RAN: 37663.01.07)                                                                 | Așezare | sat Slobozia Hănești; comuna Hănești        | „Dealul Mălăiște” La 1 km SE de sat-A532 47.90028°N 27.00345°E                                                                                 | Perioada de tranziție la epoca bronzului, Cultura Horodiștea-Foltești           | Încarcă foto \| video | Raportează eroare |
| BT-I-m-B-01830.06 (RAN: 37663.01.01)                                                                 | Așezare | sat Slobozia Hănești; comuna Hănești        | „Dealul Mălăiște” La 1 km SE de sat-A532 47.90028°N 27.00345°E                                                                                 | Eneolitic, Cultura Cucuteni                                                     | Încarcă foto \| video | Raportează eroare |
| BT-I-s-B-01831 (RAN: 39202.01)                                                                       | Situl arheologic de la Stânca                                                                                     | sat Stânca; oraș Ștefănești                 | „Deasupra Scruntarului” La 1 km NE de sat-A120,123 47.83201°N 27.21433°E                                                                       | Eneolitic, cultura Cucuteni                                                     | Încarcă foto \| video | Raportează eroare |
| BT-I-s-A-01832 (RAN: 38152.03)                                                                       | Așezarea fortificată de la Stâncești                                                                              | sat Stâncești; comuna Mihai Eminescu        | „Dealul Bobeică” La marginea de S a satului-A1107, Pd1104 Lat. 47°44'02 - Long. 26°36'02 47.73555°N 26.59603°E                                 | sec. VI - III a. Chr., Latène timpuriu                                          | Încarcă foto \| video | Raportează eroare |
| BT-I-s-B-01833 (RAN: 38991.01)                                                                       | Situl arheologic de la Suharău, punct „Izvorul Popii”                                                             | sat Suharău; comuna Suharău                 | „Izvorul Popii” La 1,5 km S de sat- A980 48.10321°N 26.44282°E                                                                                 | sec. XV - XVI, Epoca medievală                                                  | Încarcă foto \| video | Raportează eroare |
| BT-I-s-B-01834 (RAN: 38991.02)                                                                       | Situl arheologic de la Suharău, punct „La Comori”                                                                 | sat Suharău; comuna Suharău                 | „La Comori” La 1 km NE de sat- A1030 48.14354°N 26.44666°E                                                                                     | Eneolitic, Cultura Cucuteni                                                     | Încarcă foto \| video | Raportează eroare |
| BT-I-s-B-01835 (RAN: 38991.03)                                                                       | Situl arheologic de la Suharău, punct „Lotul invalizilor”                                                         | sat Suharău; comuna Suharău                 | „Lotul invalizilor” La 1 km NE de sat 48.1385°N 26.44482°E                                                                                     | sec. II-IIIp.Chr, Epoca romană, Cultura dacilor liberi                          | Încarcă foto \| video | Raportează eroare |
| BT-I-s-B-01836 (RAN: 38991.04)                                                                       | Situl arheologic de la Suharău, punct „Ruginosul”                                                                 | sat Suharău; comuna Suharău                 | „Ruginosul” La 1 km E de sat- A913,914 48.12473°N 26.44377°E                                                                                   | sec. II - III p.Chr, Epoca romană, Cultura dacilor liberi                       | Încarcă foto \| video | Raportează eroare |
| BT-I-s-B-01837 (RAN: 39140.03)                                                                       | Situl arheologic de la Șendriceni, punct „La Cetate”                                                              | sat Șendriceni; comuna Șendriceni           | „La Cetate” La 1,5 km SE de sat- A806,916,920 47.9283°N 26.33356°E                                                                             |                                                                                 | Încarcă foto \| video | Raportează eroare |
| BT-I-m-B-01837.01 (RAN: 39140.03.03)                                                                 | Așezare | sat Șendriceni; comuna Șendriceni           | „La Cetate” La 1,5 km SE de sat- A806,916,920 47.9283°N 26.33356°E                                                                             | sec. VIII - XI, Epoca medieval timpurie                                         | Încarcă foto \| video | Raportează eroare |
| BT-I-m-B-01837.02 (RAN: 39140.03.02)                                                                 | Așezare | sat Șendriceni; comuna Șendriceni           | „La Cetate” La 1,5 km SE de sat- A806,916,920 47.9283°N 26.33356°E                                                                             | Perioada de tranziție la epoca bronzului, Cultura Horodiștea-Foltești           | Încarcă foto \| video | Raportează eroare |
| BT-I-s-B-01838 (RAN: 39177.01)                                                                       | Situl arheologic de la Ștefănești, punct „Stârcea”                                                                | sat Ștefănești; oraș Ștefănești             | „La Stârcea” La marginea de E a satului-A360                                                                                                   |                                                                                 | Încarcă foto \| video | Raportează eroare |
| BT-I-m-B-01838.01 (RAN: 39177.01.05)                                                                 | Așezare | sat Ștefănești; oraș Ștefănești             | „La Stârcea” La marginea de E a satului-A360                                                                                                   | sec. XV - XVI, Epocă medievală                                                  | Încarcă foto \| video | Raportează eroare |
| BT-I-m-B-01838.02 (RAN: 39177.01.03)                                                                 | Necropola | sat Ștefănești; oraș Ștefănești             | „La Stârcea” La marginea de E a satului-A360 47.78767°N 27.20632°E                                                                             | sec. IV - V, Epoca migrațiilor                                                  | Încarcă foto \| video | Raportează eroare |
| BT-I-m-B-01838.03 (RAN: 39177.01.02)                                                                 | Așezare | sat Ștefănești; oraș Ștefănești             | „La Stârcea” La marginea de E a satului-A360 47.78767°N 27.20632°E                                                                             | sec. VI - V a. Chr., Hallstat                                                   | Încarcă foto \| video | Raportează eroare |
| BT-I-m-B-01838.04 (RAN: 39177.01.01)                                                                 | Așezare | sat Ștefănești; oraș Ștefănești             | „La Stârcea” La marginea de E a satului-A360 47.78767°N 27.20632°E                                                                             | Eneolitic, Cultura Cucuteni                                                     | Încarcă foto \| video | Raportează eroare |
| BT-I-s-B-01839 (RAN: 39239.01)                                                                       | Situl arheologic de la Știubeni, punct „Siliște”                                                                  | sat Știubieni; comuna Știubieni             | „La Siliște” La 1 km S de sat- A165 |                                                                                 | Încarcă foto \| video | Raportează eroare |
| BT-I-m-B-01839.01 (RAN: 39239.01.03)                                                                 | Așezare | sat Știubieni; comuna Știubieni             | „La Siliște” La 1 km S de sat- A165 47.95279°N 26.80491°E                                                                                      | sec. XVII - XVIII, Epoca medievală                                              | Încarcă foto \| video | Raportează eroare |
| BT-I-m-B-01839.02 (RAN: 39239.01.02)                                                                 | Așezare | sat Știubieni; comuna Știubieni             | „La Siliște” La 1 km S de sat- A165 47.95279°N 26.80491°E                                                                                      | Epoca bronzului târziu, Cultura Noua                                            | Încarcă foto \| video | Raportează eroare |
| BT-I-m-B-01839.03 (RAN: 39239.01.01)                                                                 | Așezare | sat Știubieni; comuna Știubieni             | „La Siliște” La 1 km S de sat- A165 47.95279°N 26.80491°E                                                                                      | Eneolitic, Cultura Cucuteni                                                     | Încarcă foto \| video | Raportează eroare |
| BT-I-s-B-01840 (RAN: 39408.01)                                                                       | Situl arheologic de la Tudora, punct „Curtea Veche”                                                               | sat Tudora; comuna Tudora                   | „Curtea Veche” La marginea de SE a satului-F329,331 47.50664°N 26.65788°E                                                                      | sec. XV - XVII, Epoca medievală                                                 | Încarcă foto \| video | Raportează eroare |
| BT-I-s-B-01841 (RAN: 39408.02)                                                                       | Situl arheologic de la Tudora, punct „Ocup”                                                                       | sat Tudora; comuna Tudora                   | „La Ocup” La 1,5 km E de sat- Pd112,114,116,118 47.52663°N 26.69211°E                                                                          |                                                                                 | Încarcă foto \| video | Raportează eroare |
| BT-I-m-B-01841.01 (RAN: 39408.02.04)                                                                 | Așezare | sat Tudora; comuna Tudora                   | „La Ocup” La 1,5 km E de sat- Pd112,114,116,118 47.52663°N 26.69211°E                                                                          | sec. XVIII, Epoca medievală                                                     | Încarcă foto \| video | Raportează eroare |
| BT-I-m-B-01841.02 (RAN: 39408.02.02)                                                                 | Așezare | sat Tudora; comuna Tudora                   | „La Ocup” La 1,5 km E de sat- Pd112,114,116,118 47.52663°N 26.69211°E                                                                          | sec. VII - IX, Epoca migrațiilor                                                | Încarcă foto \| video | Raportează eroare |
| BT-I-m-B-01841.03 (RAN: 39408.02.01)                                                                 | Așezare | sat Tudora; comuna Tudora                   | „La Ocup” La 1,5 km E de sat- Pd112,114,116,118 47.52663°N 26.69211°E                                                                          | Eneolitic, Cultura Cucuteni                                                     | Încarcă foto \| video | Raportează eroare |
| BT-I-s-B-01842 (RAN: 39621.01)                                                                       | Situl arheologic de la Văculești, punct „Prisacă”                                                                 | sat Văculești; comuna Văculești             | „La Prisacă” La 1,5 km E de sat- A314,321,323 47.8862°N 26.43405°E                                                                             | Eneolitic, Cultura Cucuteni                                                     | Încarcă foto \| video | Raportează eroare |
| BT-I-s-B-01843 (RAN: 35928.01)                                                                       | Situl arheologic de la Victoria                                                                                   | sat Victoria; comuna Stăuceni               | „Șanțul Caterinei” La 2 km N de sat-A175,196,218,220 47.75468°N 26.7858°E                                                                      |                                                                                 | Încarcă foto \| video | Raportează eroare |
| BT-I-m-B-01843.01 (RAN: 35928.01.04)                                                                 | Așezare | sat Victoria; comuna Stăuceni               | „Șanțul Caterinei” La 2 km N de sat-A175,196,218,220 47.75468°N 26.7858°E                                                                      | sec. VIII - X, Epoca medieval timpurie                                          | Încarcă foto \| video | Raportează eroare |
| BT-I-m-B-01843.02 (RAN: 35928.01.02)                                                                 | Așezare | sat Victoria; comuna Stăuceni               | „Șanțul Caterinei” La 2 km N de sat-A175,196,218,220 47.75468°N 26.7858°E                                                                      | sec. II - III p. Chr., Epoca romană, Cultura dacilor liberi                     | Încarcă foto \| video | Raportează eroare |
| BT-I-m-B-01843.03                                                                                    | Așezare | sat Victoria; comuna Stăuceni               | „Șanțul Caterinei” La 2 km N de sat-A175,196,218,220                                                                                           | Hallstatt, Cultura Noua                                                         | Încarcă foto \| video | Raportează eroare |
| BT-I-s-B-01844 (RAN: 37388.01)                                                                       | Situl arheologic de la Vlădeni-Deal                                                                               | sat Vlădeni-Deal; comuna Frumușica          | „La Biserică” În marginea de est- A469,471,472,474 47.51626°N 26.87611°E                                                                       | sec. IV - V                                                                     | Încarcă foto \| video | Raportează eroare |
| BT-I-m-B-01844.01 (RAN: 37388.01.03)                                                                 | Așezare | sat Vlădeni-Deal; comuna Frumușica          | „La Biserică” în marginea de est- A469,471,472,474 47.51626°N 26.87611°E                                                                       | sec. XV, Epoca medievală                                                        | Încarcă foto \| video | Raportează eroare |
| BT-I-m-B-01844.03 (RAN: 37388.01.02)                                                                 | Așezare | sat Vlădeni-Deal; comuna Frumușica          | „La Biserică” în marginea de est- A469,471,472,474 47.51626°N 26.87611°E                                                                       | Hallstat                                                                        | Încarcă foto \| video | Raportează eroare |
| BT-I-m-B-01844.04 (RAN: 37388.01.01)                                                                 | Așezare | sat Vlădeni-Deal; comuna Frumușica          | „La Biserică” în marginea de est- A469,471,472,474 47.51626°N 26.87611°E                                                                       | Eneolitic, Cultura Cucuteni                                                     | Încarcă foto \| video | Raportează eroare |
| BT-I-s-B-01845 (RAN: 39845.01)                                                                       | Situl arheologic de la Vorniceni, punct „Lutărie”                                                                 | sat Vorniceni; comuna Vorniceni             | „Lutărie” La 3 km E de sat-A124,125 47.97267°N 26.70859°E                                                                                      |                                                                                 | Încarcă foto \| video | Raportează eroare |
| BT-I-m-B-01845.01 (RAN: 39845.01.02)                                                                 | Așezarea de la „Lutărie”                                                                                          | sat Vorniceni; comuna Vorniceni             | „Lutărie” La 3 km E de sat-A124,125 47.97267°N 26.70859°E                                                                                      | sec. IV - V, Epoca migrațiilor                                                  | Încarcă foto \| video | Raportează eroare |
| BT-I-m-B-01845.02 (RAN: 39845.01.01)                                                                 | Așezarea „Lutărie”                                                                                                | sat Vorniceni; comuna Vorniceni             | „Lutărie” La 3 km E de sat-A124,125 47.97267°N 26.70859°E                                                                                      | Eneolitic, Cultura Cucuteni                                                     | Încarcă foto \| video | Raportează eroare |
| BT-I-s-B-01847 (RAN: 39925.01)                                                                       | Situl arheologic de la Vorona Mare, punct „Dealul Holban”                                                         | sat Vorona Mare; comuna Vorona              | „Dealul Holban” La 2 km N de sat 47.56475°N 26.59922°E                                                                                         | Eneolitic, cultura Cucuteni                                                     | Încarcă foto \| video | Raportează eroare |
| BT-I-s-B-01848 (RAN: 36364.01)                                                                       | Necropola de la Zăicești                                                                                          | sat Zăicești; comuna Bălușeni               | „Dealul Porcari” La 0,5 km SE de ferma zootehnică                                                                                              | sec. VI - IV a. Chr., Latène timpuriu                                           | Încarcă foto \| video | Raportează eroare |
| BT-II-a-A-01849                                                                                      | Ansamblu urban „Piața 1 Decembrie 1918”                                                                           | municipiul Botoșani                         | Piața 1 Decembrie 1, 2, 3, 4, 5, 6, 7, 8, 9, 10, 11, 12, 13, și Str. Victoriei nr. 3                                                           | sf. sec. XIX                                                                    |                       | Raportează eroare |
| BT-II-a-A-01850                                                                                      | Ansamblu urban „Piața 1 Decembrie 1918”                                                                           | municipiul Botoșani                         | Piața 1 Decembrie 14, 15, 16 | sf. sec. XIX                                                                    | Încarcă foto \| video | Raportează eroare |
| BT-II-m-A-01851                                                                                      | Casă, azi sediul P.N.Ț.C.D.                                                                                       | municipiul Botoșani                         | Str. 1 Decembrie 13 47.7461°N 26.6649°E | sf. sec. XIX                                                                    |                       | Raportează eroare |
| BT-II-m-A-01852                                                                                      | Casă | municipiul Botoșani                         | Str. 1 Decembrie 17 | sf. sec. XIX                                                                    | Încarcă foto \| video | Raportează eroare |
| BT-II-a-A-01853                                                                                      | Ansamblu urban II „Str. 1 Decembrie 1918”                                                                         | municipiul Botoșani                         | Str. 1 Decembrie 19, 19A, 21, 23, 25, 27, 29, 31, 33, 35, 37, 39, 41                                                                           | sf. sec. XIX                                                                    | Încarcă foto \| video | Raportează eroare |
| BT-II-a-A-01854                                                                                      | Ansamblu urban I „Str. 1 Decembrie 1918”                                                                          | municipiul Botoșani                         | Str. 1 Decembrie 22, 24, 26, 28, 30, 32, 34, 36, 38, 40, 42, 44, 46, 48, 50, 52, 54, 56                                                        | sf. sec. XIX                                                                    |                       | Raportează eroare |
| BT-II-a-A-01855                                                                                      | Biserica „Uspenia”, azi biserica „Adormirea Maicii Domnului”                                                      | municipiul Botoșani                         | Str. 1 Decembrie 43 | 1552                                                                            |                       | Raportează eroare |
| BT-II-a-A-01856                                                                                      | Ansamblu urban I „Str. 1 Decembrie 1918”                                                                          | municipiul Botoșani                         | Str. 1 Decembrie 45, 47, 49, 51, 53, 55, 57, 59, 61, 63, 65, 67, 69, 71, 73, 75, 77, 79, 81, 83, 85, 85A, 85B, 85C                             | sf. sec. XIX                                                                    | Încarcă foto \| video | Raportează eroare |
| BT-II-m-B-01857                                                                                      | Biserica lipovenească „Nașterea Maicii Domnului”                                                                  | municipiul Botoșani                         | Str. Antipa Grigore 8 47.74979°N 26.67629°E | 1853                                                                            | Încarcă foto \| video | Raportează eroare |
| BT-II-m-B-01858 (RAN: 35740.21)                                                                      | Biserica armenească „Adormirea Maicii Domnului”                                                                   | municipiul Botoșani                         | Str. Armeană 3 47.74111°N 26.67°E | 1782                                                                            |                       | Raportează eroare |
| BT-II-a-B-01859 (RAN: 35740.22)                                                                      | Ansamblul bisericii armenești „Sf. Treime”                                                                        | municipiul Botoșani                         | Str. Armeană 15 47.74011°N 26.67184°E | 1795-1797                                                                       | Alte imagini          | Raportează eroare |
| BT-II-m-B-01859.01 (RAN: 35740.22.01)                                                                | Biserica armenească „Sf. Treime”                                                                                  | municipiul Botoșani                         | Str. Armeană 15 47.74011°N 26.67184°E | 1795-1797, refăcută la 1832                                                     |                       | Raportează eroare |
| BT-II-m-B-01859.02 (RAN: 35740.22.03)                                                                | Turn clopotniță                                                                                                   | municipiul Botoșani                         | Str. Armeană 15 47.73976°N 26.67177°E | 1795-1797                                                                       |                       | Raportează eroare |
| BT-II-m-B-01859.03 (RAN: 35740.22.04)                                                                | Zid de incintă | municipiul Botoșani                         | Str. Armeană 15 47.74008°N 26.67225°E | 1795-1797, refăcut la 1832                                                      | Încarcă foto \| video | Raportează eroare |
| BT-II-m-B-01860                                                                                      | Casa Ibrăileanu                                                                                                   | municipiul Botoșani                         | Str. Armeană 42 | înc. sec. XIX                                                                   | Încarcă foto \| video | Raportează eroare |
| BT-II-m-B-01861                                                                                      | Casa Maximovici                                                                                                   | municipiul Botoșani                         | Str. Armeană 44 | înc. sec. XIX                                                                   | Încarcă foto \| video | Raportează eroare |
| BT-II-m-B-01862                                                                                      | Casa Chiriac | municipiul Botoșani                         | Str. Armenească 46-48 | înc. sec. XIX                                                                   | Încarcă foto \| video | Raportează eroare |
| BT-II-m-B-01863                                                                                      | Casa Țăranu-Jaba                                                                                                  | municipiul Botoșani                         | Str. Băncilă Octav 22 | sec. XIX                                                                        | Încarcă foto \| video | Raportează eroare |
| BT-II-m-B-01864                                                                                      | Casă | municipiul Botoșani                         | Str. Băncilă Octav 29 47.7453°N 26.6574°E | sf. sec. XIX                                                                    |                       | Raportează eroare |
| BT-II-m-B-01865                                                                                      | Casa Palaga | municipiul Botoșani                         | Str. Băncilă Octav 32 | sf. sec. XIX                                                                    | Încarcă foto \| video | Raportează eroare |
| BT-II-m-B-01866                                                                                      | Casa Silion | municipiul Botoșani                         | Str. Brătianu I.C. 18 47.7442°N 26.6758°E | mijl. sec. XIX                                                                  | Alte imagini          | Raportează eroare |
| BT-II-m-A-01867                                                                                      | Fundația Sofian, azi Centrul Cultural Ecumenic                                                                    | municipiul Botoșani                         | Str. Brătianu I.C. 59 | 1900                                                                            |                       | Raportează eroare |
| BT-II-m-B-01868                                                                                      | Casa Biebea | municipiul Botoșani                         | Str. Bucovinei 1 | 1930                                                                            | Încarcă foto \| video | Raportează eroare |
| BT-II-m-B-01869                                                                                      | Casa Șipoteanu | municipiul Botoșani                         | Str. Bucovinei 5 | sf. sec. XIX                                                                    | Încarcă foto \| video | Raportează eroare |
| BT-II-m-B-01871                                                                                      | Internatul Liceului Economic                                                                                      | municipiul Botoșani                         | Str. Bucovinei 33 | sf. sec. XIX                                                                    | Încarcă foto \| video | Raportează eroare |
| BT-II-m-B-01872                                                                                      | Grup Școlar Agricol Petru Rareș Botoșani                                                                          | municipiul Botoșani                         | Str. Călugăreni 7 | sf. sec. XIX                                                                    | Încarcă foto \| video | Raportează eroare |
| BT-II-m-B-01873                                                                                      | Casă | municipiul Botoșani                         | Str. Cuza Vodă 5 | 1920                                                                            | Încarcă foto \| video | Raportează eroare |
| BT-II-m-B-01874                                                                                      | Casa Vrabie | municipiul Botoșani                         | Str. Cuza Vodă 16 | sec. XIX                                                                        | Încarcă foto \| video | Raportează eroare |
| BT-II-m-B-01875                                                                                      | Camera de Comerț                                                                                                  | municipiul Botoșani                         | Str. Dragoș Vodă 13 47.7439°N 26.6743°E | sec. XIX                                                                        |                       | Raportează eroare |
| BT-II-m-B-01876                                                                                      | Casa Neamțu | municipiul Botoșani                         | Str. Dragoș Vodă 28 | sf. sec. XIX                                                                    | Încarcă foto \| video | Raportează eroare |
| BT-II-m-B-01877                                                                                      | Casă, azi Serviciul de eliberare a pașapoartelor Botoșani                                                         | municipiul Botoșani                         | Bd. Eminescu Mihai 24 | înc. sec. XX                                                                    | Încarcă foto \| video | Raportează eroare |
| BT-II-m-B-01878                                                                                      | Școala Normală de fete Carmen Sylva, azi Liceul de Științe Naturale „Grigore Antipa”                              | municipiul Botoșani                         | Bd. Eminescu Mihai 30 | 1899                                                                            | Încarcă foto \| video | Raportează eroare |
| BT-II-m-B-01879                                                                                      | Casa Grigore Antipa, azi Muzeul de Stiințe ale Naturii                                                            | municipiul Botoșani                         | Bd. Mihai Eminescu 36 | 1860                                                                            | Încarcă foto \| video | Raportează eroare |
| BT-II-m-B-01880                                                                                      | Palatul de Justiție                                                                                               | municipiul Botoșani                         | Bd. Mihai Eminescu 38 47.7419°N 26.6575°E | 1906-1916                                                                       |                       | Raportează eroare |
| BT-II-m-B-01881                                                                                      | Casă | municipiul Botoșani                         | Bd. Eminescu Mihai 39 | ante 1880                                                                       | Încarcă foto \| video | Raportează eroare |
| BT-II-m-B-01882                                                                                      | Liceul Carmen Sylva, azi Casa Corpului Didactic Botoșani                                                          | municipiul Botoșani                         | Bd. Eminescu Mihai 40 47.7418°N 26.6579°E | 1908-1909                                                                       |                       | Raportează eroare |
| BT-II-m-B-01883                                                                                      | Casa Ventura | municipiul Botoșani                         | Bd. Eminescu Mihai 50 | 1872                                                                            | Încarcă foto \| video | Raportează eroare |
| BT-II-m-B-01884                                                                                      | Fosta casă Urșianu-Fisher, azi Casa de asigurări pentru sănătate Botoșani                                         | municipiul Botoșani                         | Bd. Eminescu Mihai 52 47.7392°N 26.662°E | 1872                                                                            |                       | Raportează eroare |
| BT-II-m-B-01885                                                                                      | Casa Isăcescu | municipiul Botoșani                         | Bd. Eminescu Mihai 57 | 1905                                                                            | Încarcă foto \| video | Raportează eroare |
| BT-II-m-B-01886                                                                                      | Casa Prasa, azi Hotelul Belvedere                                                                                 | municipiul Botoșani                         | Bd. Eminescu Mihai 61 47.7421°N 26.6579°E | sec. XIX                                                                        |                       | Raportează eroare |
| BT-II-m-B-01887                                                                                      | Casa Săvinescu | municipiul Botoșani                         | Bd. Eminescu Mihai 67 | 1920                                                                            | Încarcă foto \| video | Raportează eroare |
| BT-II-m-B-01888                                                                                      | Casa Dr. Capșa, azi Grădinița nr. 18                                                                              | municipiul Botoșani                         | Bd. Eminescu Mihai 72 47.7378°N 26.6644°E | 1890                                                                            |                       | Raportează eroare |
| BT-II-m-B-01889                                                                                      | Biserica „Sf. Dumitru” și „Sf. Apostoli”                                                                          | municipiul Botoșani                         | Aleea Gorki Maxim 6 | 1833                                                                            | Încarcă foto \| video | Raportează eroare |
| BT-II-m-B-01890                                                                                      | Casă | municipiul Botoșani                         | Aleea Gorki Maxim 13 | mijl. sec. XIX                                                                  |                       | Raportează eroare |
| BT-II-m-B-01891 (RAN: 35740.02)                                                                      | Biserica „Sf. Ioan Botezătorul”                                                                                   | municipiul Botoșani                         | Str. Grigorescu Nicolae 1 47.7378°N 26.6672°E                                                                                                  | 1765-1777                                                                       |                       | Raportează eroare |
| BT-II-a-B-01892                                                                                      | Ansamblul bisericii „Sf. Spiridon”                                                                                | municipiul Botoșani                         | Str. Independenței 39 | 1789                                                                            | Încarcă foto \| video | Raportează eroare |
| BT-II-a-B-01892.01                                                                                   | Biserica „Sf. Spiridon”                                                                                           | municipiul Botoșani                         | Str. Independenței 39 47.7456°N 26.6739°E | 1789                                                                            |                       | Raportează eroare |
| BT-II-m-B-01892.02                                                                                   | Turn clopotniță                                                                                                   | municipiul Botoșani                         | Str. Independenței 39 | 1817                                                                            |                       | Raportează eroare |
| BT-II-m-B-01893                                                                                      | Casa Ciulei, azi Laboratorul de Medicină Legală                                                                   | municipiul Botoșani                         | Str. Nicolae Iorga 3 47.7399°N 26.6654°E | sec. XIX                                                                        | Alte imagini          | Raportează eroare |
| BT-II-m-B-01894                                                                                      | Liceul „A. T. Laurian”                                                                                            | municipiul Botoșani                         | Str. Nicolae Iorga 19 47.7392°N 26.665°E | 1885                                                                            |                       | Raportează eroare |
| BT-II-m-B-01895                                                                                      | Casa Abete, azi Inspectoratul Școlar                                                                              | municipiul Botoșani                         | Str. Nicolae Iorga 26 47.73655°N 26.66193°E | 1872                                                                            |                       | Raportează eroare |
| BT-II-m-B-01896                                                                                      | Casă, azi sediul Romsilva S.A. Ocolul silvic Mihai Eminescu                                                       | municipiul Botoșani                         | Str. Nicolae Iorga 34 47.44759°N 26.39374°E | sf. sec. XIX                                                                    | Încarcă foto \| video | Raportează eroare |
| BT-II-m-B-01897                                                                                      | Casa Jean Goilav                                                                                                  | municipiul Botoșani                         | Str. Mihail Kogălniceanu 12 47.73818°N 26.65975°E                                                                                              | sec. XIX                                                                        | Încarcă foto \| video | Raportează eroare |
| BT-II-m-B-01898                                                                                      | Casa Dr. Goilav                                                                                                   | municipiul Botoșani                         | Str. Mihail Kogălniceanu 16 47.73872°N 26.66104°E                                                                                              | sf. sec. XIX                                                                    | Încarcă foto \| video | Raportează eroare |
| BT-II-m-B-01899                                                                                      | Casa Mavrocordat, azi Grădinița Nr. 24                                                                            | municipiul Botoșani                         | Str. Mihail Kogălniceanu 20 47.73808°N 26.65873°E                                                                                              | 1870                                                                            | Încarcă foto \| video | Raportează eroare |
| BT-II-m-B-01900                                                                                      | Biserica Băcanilor și Răchitenilor, azi Biserica „Sf. Trei Ierarhi”                                               | municipiul Botoșani                         | Str. Bucovinei 12 47.73731°N 26.65726°E | 1789                                                                            | Încarcă foto \| video | Raportează eroare |
| BT-II-m-B-01901                                                                                      | Casa farmacistului Vasiliu, azi Palatul Copiilor                                                                  | municipiul Botoșani                         | Str. Mihail Kogălniceanu 31 47.73775°N 26.65926°E                                                                                              | sec. XIX                                                                        |                       | Raportează eroare |
| BT-II-m-B-01902                                                                                      | Școala generală nr. 4 (două clădiri)                                                                              | municipiul Botoșani                         | Str. Ștefan Luchian 17 47.74644°N 26.65922°E                                                                                                   | sec. XIX                                                                        | Încarcă foto \| video | Raportează eroare |
| BT-II-m-B-01903                                                                                      | Casa Colonel David                                                                                                | municipiul Botoșani                         | Str. Ștefan Luchian 48 47.74584°N 26.66112°E                                                                                                   | sec. XIX                                                                        | Încarcă foto \| video | Raportează eroare |
| BT-II-m-A-01904                                                                                      | Casă | municipiul Botoșani                         | Str. Iuliu Maniu 5 47.74337°N 26.67274°E | sec. XIX                                                                        | Încarcă foto \| video | Raportează eroare |
| BT-II-m-B-01905                                                                                      | Casa Michel | municipiul Botoșani                         | Str. Iuliu Maniu 17 47.7426°N 26.67357°E | mijl. sec. XIX                                                                  | Alte imagini          | Raportează eroare |
| BT-II-m-B-01906                                                                                      | Casa Sofian, azi Grădinița Nr. 11                                                                                 | municipiul Botoșani                         | Str. Maxim Gorki 6 | sec. XIX                                                                        | Încarcă foto \| video | Raportează eroare |
| BT-II-m-B-01907                                                                                      | Casa Garabet–Ciolac, azi sediul Direcției de Sănătate Publică Botoșani                                            | municipiul Botoșani                         | Str. Marchian 7 47.74223°N 26.66192°E | mijl. sec. XIX                                                                  | Încarcă foto \| video | Raportează eroare |
| BT-II-m-B-01908                                                                                      | Casa Sofian-Arapu, azi Spitalul județean                                                                          | municipiul Botoșani                         | Str. Marchian 11 | mijl. sec. XIX                                                                  | Încarcă foto \| video | Raportează eroare |
| BT-II-m-B-01909                                                                                      | Casă | municipiul Botoșani                         | Str. Miorița 4 | 1800                                                                            | Încarcă foto \| video | Raportează eroare |
| BT-II-a-B-01910                                                                                      | Casele Goilav | municipiul Botoșani                         | Str. Miorița 10 | mijl. sec. XIX                                                                  | Încarcă foto \| video | Raportează eroare |
| BT-II-m-B-01910.01                                                                                   | Casele Goilav, Corp D                                                                                             | municipiul Botoșani                         | Str. Miorița 10 | mijl. sec. XIX                                                                  | Încarcă foto \| video | Raportează eroare |
| BT-II-m-B-01910.02                                                                                   | Casele Goilav, Corp B                                                                                             | municipiul Botoșani                         | Str. Miorița 10 | mijl. sec. XIX                                                                  | Încarcă foto \| video | Raportează eroare |
| BT-II-m-B-01910.03                                                                                   | Casele Goilav, Anexă Corp C                                                                                       | municipiul Botoșani                         | Str. Miorița 10 | mijl.sec. XIX                                                                   | Încarcă foto \| video | Raportează eroare |
| BT-II-m-B-01910.04                                                                                   | Casele Goilav, Corp A                                                                                             | municipiul Botoșani                         | Str. Miorița 10 | mijl. sec. XIX                                                                  | Încarcă foto \| video | Raportează eroare |
| BT-II-m-B-01911                                                                                      | Uzina electrică                                                                                                   | municipiul Botoșani                         | Calea Națională 36 47.7511°N 26.6464°E | 1906                                                                            |                       | Raportează eroare |
| BT-II-m-A-01912                                                                                      | Casa Panu | municipiul Botoșani                         | Calea Națională 60 | sf. sec. XIX                                                                    | Alte imagini          | Raportează eroare |
| BT-II-m-B-01913                                                                                      | Casa Moscovici, azi S.C. „Nord Proiect”                                                                           | municipiul Botoșani                         | Calea Națională 62 47.7459°N 26.665°E | 1872                                                                            | Alte imagini          | Raportează eroare |
| BT-II-m-B-01914                                                                                      | Banca Națională, azi Biblioteca Județeană „Mihai Eminescu” Botoșani                                               | municipiul Botoșani                         | Calea Națională 64 47.7458°N 26.6648°E | 1926                                                                            |                       | Raportează eroare |
| BT-II-m-B-01915                                                                                      | Biserica Blănarilor, azi Biserica „Sf. Ilie”                                                                      | municipiul Botoșani                         | Calea Națională 87-A 47.74776°N 26.66282°E | 1834                                                                            |                       | Raportează eroare |
| BT-II-m-A-01917                                                                                      | Biserica „Întâmpinarea Domnului” și „Sf. Împărați”                                                                | municipiul Botoșani                         | Str. Onicescu Octav 35 | 1826                                                                            | Încarcă foto \| video | Raportează eroare |
| BT-II-m-B-01918                                                                                      | Casa Bolfosu, azi sediul S.C. Panda S.R.L.                                                                        | municipiul Botoșani                         | Str. Pillat Ion 5 | 1800                                                                            | Încarcă foto \| video | Raportează eroare |
| BT-II-m-B-01919                                                                                      | Casă cu pridvor                                                                                                   | municipiul Botoșani                         | Str. Pillat Ion 12 | sec. XIX                                                                        | Încarcă foto \| video | Raportează eroare |
| BT-II-m-B-01920                                                                                      | Casa Enășescu | municipiul Botoșani                         | Str. Pillat Ion 28 | mijl.sec. XIX                                                                   | Încarcă foto \| video | Raportează eroare |
| BT-II-m-B-01921                                                                                      | Casă cu prăvălie                                                                                                  | municipiul Botoșani                         | Piața Poștei 3 | sf. sec. XIX                                                                    | Încarcă foto \| video | Raportează eroare |
| BT-II-m-B-01922                                                                                      | Poșta veche | municipiul Botoșani                         | Str. Poștei 4 47.7435°N 26.6695°E | sf. sec. XIX                                                                    |                       | Raportează eroare |
| BT-II-m-B-01923                                                                                      | Gara Botoșani | municipiul Botoșani                         | Str. Purice Aprodul 3 47.75294°N 26.64462°E | 1872-1876                                                                       | Alte imagini          | Raportează eroare |
| BT-II-m-B-01924                                                                                      | Casa Garabet-Ciomac, azi Arhivele Direcției Sanitare                                                              | municipiul Botoșani                         | Str. Pușkin A. S. 2 | 1892                                                                            | Încarcă foto \| video | Raportează eroare |
| BT-II-m-B-01925                                                                                      | Casa Missir | municipiul Botoșani                         | Str. Pușkin A. S. 4 | 1890                                                                            | Încarcă foto \| video | Raportează eroare |
| BT-II-m-B-01926                                                                                      | Biserica „Sf. Nicolae”                                                                                            | municipiul Botoșani                         | Str. Pușkin A. S. 25 47.7388°N 26.6745°E | 1808                                                                            |                       | Raportează eroare |
| BT-II-m-B-01927                                                                                      | Casa Alexandru Văsescu                                                                                            | municipiul Botoșani                         | Aleea Rapsodiei 6 47.74459°N 26.65818°E | 1880                                                                            |                       | Raportează eroare |
| BT-II-m-B-01928                                                                                      | Primăria veche | municipiul Botoșani                         | Piața Revoluției 1 | ante 1850                                                                       | Alte imagini          | Raportează eroare |
| BT-II-a-A-01929 (RAN: 35740.15)                                                                      | Mănăstirea Popăuți                                                                                                | municipiul Botoșani                         | Str. Ștefan cel Mare 41 47.755°N 26.64528°E | sec. XV - XX                                                                    |                       | Raportează eroare |
| BT-II-m-A-01929.01 (RAN: 35740.15.01)                                                                | Biserica „Sf. Nicolae” - Popăuți                                                                                  | municipiul Botoșani                         | Str. Ștefan cel Mare 41 47.59487°N 26.725°E | 1496                                                                            |                       | Raportează eroare |
| BT-II-m-A-01929.02 (RAN: 35740.15.02)                                                                | Turn clopotniță                                                                                                   | municipiul Botoșani                         | Str. Ștefan cel Mare 41 47.59487°N 26.725°E | 1496                                                                            |                       | Raportează eroare |
| BT-II-m-B-01930                                                                                      | Casă | municipiul Botoșani                         | Str. Teatrului 6 | 1916                                                                            | Încarcă foto \| video | Raportează eroare |
| BT-II-m-B-01931                                                                                      | Halele de carne și pește                                                                                          | municipiul Botoșani                         | Str. Transilvaniei 2 47.74316°N 26.6672°E | 1912                                                                            | Încarcă foto \| video | Raportează eroare |
| BT-II-m-B-01932                                                                                      | Casa cu coloane Roset                                                                                             | municipiul Botoșani                         | Aleea Unirii 3 | sec. XIX                                                                        | Încarcă foto \| video | Raportează eroare |
| BT-II-m-B-01933                                                                                      | Casa Manolache Iorga                                                                                              | municipiul Botoșani                         | Aleea Unirii 10 47.7441°N 26.6609°E | sec. XIX                                                                        |                       | Raportează eroare |
| BT-II-m-B-01934                                                                                      | Biserica „Cuvioasa Parascheva”                                                                                    | municipiul Botoșani                         | Pietonalul Unirii 4 47.7449°N 26.6607°E | 1816                                                                            |                       | Raportează eroare |
| BT-II-m-B-01935                                                                                      | Casa Constantin Zamfirescu, azi Centrul pentru pregătirea profesională a șomerilor Botoșani                       | municipiul Botoșani                         | Pietonalul Unirii 9 47.7443°N 26.6592°E | 1890                                                                            | Alte imagini          | Raportează eroare |
| BT-II-m-B-01936                                                                                      | Internatul liceului „Carmen Sylva”, azi Direcția Județeană pentru Cultură, Culte și Patrimoniul Cultural Național | municipiul Botoșani                         | Pietonalul Unirii 10 | 1890                                                                            |                       | Raportează eroare |
| BT-II-m-B-01937                                                                                      | Fosta prefectură, azi Muzeul Județean Botoșani                                                                    | municipiul Botoșani                         | Pietonalul Unirii 15 47.74332°N 26.65722°E | 1906-1914                                                                       |                       | Raportează eroare |
| BT-II-m-B-01938                                                                                      | Vama Veche | municipiul Botoșani                         | Str. Uzinei 1 | 1890                                                                            | Încarcă foto \| video | Raportează eroare |
| BT-II-m-B-01940                                                                                      | Casa Vârnav | municipiul Botoșani                         | Str. Vârnav 21 | sec. XIX                                                                        | Încarcă foto \| video | Raportează eroare |
| BT-II-m-B-01941                                                                                      | Casă cu prăvălie                                                                                                  | municipiul Botoșani                         | Str. Victoriei 12 47.7437°N 26.6691°E | mijl. sec. XIX                                                                  |                       | Raportează eroare |
| BT-II-a-A-01942                                                                                      | Ansamblul bisericii „Sf. Gheorghe”                                                                                | municipiul Botoșani                         | Str. Victoriei 14 | 1551                                                                            |                       | Raportează eroare |
| BT-II-a-A-01942.01 (RAN: 35740)                                                                      | Biserica „Sf. Gheorghe”                                                                                           | municipiul Botoșani                         | Str. Victoriei 14 47.743°N 26.6691°E | 1551                                                                            |                       | Raportează eroare |
| BT-II-m-A-01942.02                                                                                   | Turn clopotniță                                                                                                   | municipiul Botoșani                         | Str. Victoriei 14 | 1912                                                                            | Încarcă foto \| video | Raportează eroare |
| BT-II-m-B-01943                                                                                      | Casa Ciomac-Cantemir, azi sediul Fundației Ștefan Luchian Botoșani                                                | municipiul Botoșani                         | Str. Victoriei 15 | 1800                                                                            | Alte imagini          | Raportează eroare |
| BT-II-m-B-01944                                                                                      | Casa Buicliu | municipiul Botoșani                         | Str. Victoriei 16 | sf. sec. XIX                                                                    | Încarcă foto \| video | Raportează eroare |
| BT-II-m-B-01945                                                                                      | Casa Giurgea, azi Direcția județeană de drumuri și poduri Botoșani                                                | municipiul Botoșani                         | Str. Victoriei 35 | sf. sec. XIX                                                                    | Încarcă foto \| video | Raportează eroare |
| BT-II-m-B-01946                                                                                      | Casa Sofian, azi Grădinița Nr. 10                                                                                 | municipiul Botoșani                         | Str. Vladimirescu Tudor 48 | sf. sec. XIX                                                                    | Încarcă foto \| video | Raportează eroare |
| BT-II-a-B-01947 (RAN: 35777.02)                                                                      | Mănăstirea „Pogorârea Sf. Duh” Agafton                                                                            | sat Agafton; comuna Curtești                | 1 47.70682°N 26.60016°E | sec. XVIII - XIX                                                                | Alte imagini          | Raportează eroare |
| BT-II-m-B-01947.01                                                                                   | Biserica „Pogorârea Sf. Duh”                                                                                      | sat Agafton; comuna Curtești                | 1 | 1838-1843                                                                       | Alte imagini          | Raportează eroare |
| BT-II-m-B-01947.02 (RAN: 35777.02.01)                                                                | Biserica de lemn „Sf. Arhangheli”                                                                                 | sat Agafton; comuna Curtești                | 1 | 1747                                                                            | Alte imagini          | Raportează eroare |
| BT-II-m-B-01947.03 (RAN: 35777.02.02)                                                                | Case - Chilii (54)                                                                                                | sat Agafton; comuna Curtești                | 1 | sec. XVIII - XIX                                                                |                       | Raportează eroare |
| BT-II-m-B-01947.04                                                                                   | Fântâni (5) | sat Agafton; comuna Curtești                | 1 | sec. XVIII-XIX                                                                  |                       | Raportează eroare |
| BT-II-m-B-01947.05                                                                                   | Anexe gospodărești (2)                                                                                            | sat Agafton; comuna Curtești                | 1 | sec. XVIII-XIX                                                                  | Încarcă foto \| video | Raportează eroare |
| BT-II-m-B-01947.06                                                                                   | Turn clopotniță                                                                                                   | sat Agafton; comuna Curtești                | 1 | sec. XVIII-XIX                                                                  |                       | Raportează eroare |
| BT-II-a-B-01948                                                                                      | Schitul Zosin | sat Bălușeni; comuna Bălușeni               | 1 | sec. XVIII - XX                                                                 |                       | Raportează eroare |
| BT-II-m-B-01948.01                                                                                   | Biserica de lemn „Adormirea Maicii Domnului”                                                                      | sat Bălușeni; comuna Bălușeni               | 1 | 1779                                                                            | Alte imagini          | Raportează eroare |
| BT-II-m-B-01948.02                                                                                   | Clopotniță | sat Bălușeni; comuna Bălușeni               | 1 | sec. XIX - XX                                                                   |                       | Raportează eroare |
| BT-II-m-A-01949 (RAN: 36382.04)                                                                      | Biserica de lemn „Adormirea Maicii Domnului”                                                                      | sat Brăești; comuna Brăești                 | 25 | 1745                                                                            | Alte imagini          | Raportează eroare |
| BT-II-m-B-01950                                                                                      | Conacul Capri | sat Brăești; comuna Brăești                 | 59 47.85539°N 26.45479°E | 1860                                                                            | Încarcă foto \| video | Raportează eroare |
| BT-II-m-B-01951 (RAN: 36462.02)                                                                      | Biserica „Sf. Nicolae”                                                                                            | sat Bucecea; oraș Bucecea                   | 408 | 1787, refaceri 1865                                                             |                       | Raportează eroare |
| BT-II-m-B-01952                                                                                      | Biserica „Sf. Nicolae”                                                                                            | sat Călinești; oraș Bucecea                 | 18 | 1815                                                                            | Alte imagini          | Raportează eroare |
| BT-II-m-B-01953 (RAN: 38198)                                                                         | Biserica de lemn „Sf. Treime” și „Sf. Voievozi”                                                                   | sat Cândești; comuna Cândești               | | 1777                                                                            | Încarcă foto \| video | Raportează eroare |
| BT-II-m-B-01954 (RAN: 38116.02)                                                                      | Biserica de lemn „Adormirea Maicii Domnului”                                                                      | sat Cervicești; comuna Mihai Eminescu       | 212 | 1787                                                                            | Încarcă foto \| video | Raportează eroare |
| BT-II-m-B-01956 (RAN: 37690.01)                                                                      | Biserica de lemn „Cuvioasa Paraschiva”                                                                            | sat Corjăuți; comuna Hilișeu-Horia          | 32 | 1802                                                                            | Alte imagini          | Raportează eroare |
| BT-II-m-B-01957 (RAN: 36765.10)                                                                      | Biserica „Duminica Tuturor Sfinților”                                                                             | sat Corni; comuna Corni                     | 1380 | 1780                                                                            | Încarcă foto \| video | Raportează eroare |
| BT-II-m-B-01958                                                                                      | Podul de piatră „Coșula”                                                                                          | sat Coșula; comuna Coșula                   | | sec. XVIII                                                                      | Alte imagini          | Raportează eroare |
| BT-II-a-A-01959 (RAN: 36603.04)                                                                      | Mănăstirea „Sf. Nicolae” Coșula                                                                                   | sat Coșula; comuna Coșula                   | 1 47.62234°N 26.77452°E | sec. XVI - XIX                                                                  | Alte imagini          | Raportează eroare |
| BT-II-m-A-01959.01 (RAN: 36603.04.01)                                                                | Biserica „Sf. Nicolae”                                                                                            | sat Coșula; comuna Coșula                   | 1 | 1535, transformări 1858                                                         |                       | Raportează eroare |
| BT-II-m-A-01959.02 (RAN: 36603.04.02)                                                                | Casa egumenească                                                                                                  | sat Coșula; comuna Coșula                   | 1 | sec. XVII                                                                       |                       | Raportează eroare |
| BT-II-m-A-01959.03                                                                                   | Arhondaric | sat Coșula; comuna Coșula                   | 1 | 1848                                                                            | Încarcă foto \| video | Raportează eroare |
| BT-II-m-A-01959.04 (RAN: 36603.04.03)                                                                | Trapeză | sat Coșula; comuna Coșula                   | 1 | sec. XVII                                                                       | Încarcă foto \| video | Raportează eroare |
| BT-II-m-A-01959.05 (RAN: 36603.04.04)                                                                | Cuhnii | sat Coșula; comuna Coșula                   | 1 | sec. XVII                                                                       | Încarcă foto \| video | Raportează eroare |
| BT-II-m-A-01959.06 (RAN: 36603.04.05)                                                                | Turn clopotniță                                                                                                   | sat Coșula; comuna Coșula                   | 1 47.62224°N 26.77525°E | sf. sec. XVIII                                                                  |                       | Raportează eroare |
| BT-II-m-A-01959.07 (RAN: 36603.04.06)                                                                | Zid de incintă | sat Coșula; comuna Coșula                   | 1 | sec. XVII                                                                       |                       | Raportează eroare |
| BT-II-m-B-01960 (RAN: 38839.03)                                                                      | Biserica de lemn „Sf. Voievozi”                                                                                   | sat Cotârgaci; comuna Roma                  | 93 | 1770                                                                            | Încarcă foto \| video | Raportează eroare |
| BT-II-m-B-01961 (RAN: 36916.05)                                                                      | Biserica de lemn „Sf. Voievozi”                                                                                   | sat Cristești; comuna Cristești             | 349 | 1771                                                                            | Alte imagini          | Raportează eroare |
| BT-II-m-B-01962 (RAN: 36961.05)                                                                      | Biserica de lemn „Sf. Nicolae”                                                                                    | sat Cristinești; comuna Cristinești         | 869, În cimitir | 1770                                                                            | Încarcă foto \| video | Raportează eroare |
| BT-II-a-B-01963                                                                                      | Ansamblul bisericii „Sf. Nicolae”                                                                                 | oraș Darabani                               | Str. 1 Decembrie 1918 104 | 1837                                                                            |                       | Raportează eroare |
| BT-II-m-B-01963.01                                                                                   | Biserica „Sf. Nicolae”                                                                                            | oraș Darabani                               | Str. 1 Decembrie 1918 104 | sec. XIX                                                                        |                       | Raportează eroare |
| BT-II-m-B-01963.02                                                                                   | Turn clopotniță                                                                                                   | oraș Darabani                               | Str. 1 Decembrie 1918 104 | sec. XIX                                                                        | Încarcă foto \| video | Raportează eroare |
| BT-II-m-B-01964                                                                                      | Prima școală sătească                                                                                             | oraș Darabani                               | Str. Ion Vodă 14 | 1841                                                                            | Încarcă foto \| video | Raportează eroare |
| BT-II-m-B-01965                                                                                      | Casa Teodor Balș, azi Biblioteca Orășenească Botoșani                                                             | oraș Darabani                               | Str. Vladimirescu Tudor 1 48.18362°N 26.59115°E                                                                                                | 1837                                                                            |                       | Raportează eroare |
| BT-II-m-B-01966                                                                                      | Conacul Mavrocordat                                                                                               | sat Dângeni; comuna Dângeni                 | 76A 47.85042°N 26.95151°E | sf. sec. XIX                                                                    | Alte imagini          | Raportează eroare |
| BT-II-m-B-01967                                                                                      | Conacul Eduard Burbor                                                                                             | sat Dersca; comuna Dersca                   | 216 47.98929°N 26.21312°E | 1882                                                                            | Încarcă foto \| video | Raportează eroare |
| BT-II-m-B-01968 (RAN: 36701.01)                                                                      | Biserica „Adormirea Maicii Domnului”                                                                              | sat Dimăcheni; comuna Dimăcheni             | 7 | 1612                                                                            | Încarcă foto \| video | Raportează eroare |
| BT-II-a-B-21146                                                                                      | Ansamblul Bisericii de lemn „Sf. Nicolae”                                                                         | sat Dobrinăuți-Hapăi, comuna Vârfu Câmpului | 47.89361°N 26.27111°E |                                                                                 | Încarcă foto \| video | Raportează eroare |
| BT-II-m-B-01969                                                                                      | Casă | municipiul Dorohoi                          | Str. Cuza Alexandru Ioan 27 | 1890                                                                            |                       | Raportează eroare |
| BT-II-m-B-01970                                                                                      | Fosta prefectură, azi Muzeul de Științele Naturii                                                                 | municipiul Dorohoi                          | Str. Cuza Alexandru Ioan 43 47.95345°N 26.39062°E                                                                                              | 1899                                                                            |                       | Raportează eroare |
| BT-II-m-B-01971                                                                                      | Școala de băieți „Gheorghe Asachi”, azi Biblioteca orășenească                                                    | municipiul Dorohoi                          | Str. Cuza Alexandru Ioan 45 | 1903                                                                            |                       | Raportează eroare |
| BT-II-m-B-01972                                                                                      | Casa Ciopec | municipiul Dorohoi                          | Str. Cuza Alexandru Ioan 48 | 1939                                                                            |                       | Raportează eroare |
| BT-II-m-B-01973                                                                                      | Casa cneazului Moruz                                                                                              | municipiul Dorohoi                          | Str. Cuza Alexandru Ioan 55 | 1850                                                                            | Încarcă foto \| video | Raportează eroare |
| BT-II-m-B-01974                                                                                      | Casa Costache Enescu                                                                                              | municipiul Dorohoi                          | Str. Enescu George 81 47.95824°N 26.3907°E | 1860                                                                            | Alte imagini          | Raportează eroare |
| BT-II-m-B-01975                                                                                      | Primăria veche | municipiul Dorohoi                          | Str. Ghica Grigore 34 | 1905                                                                            |                       | Raportează eroare |
| BT-II-m-B-01976 (RAN: 36015.12)                                                                      | Biserica „Vârgolici”, azi Biserica de lemn „Adormirea Maicii Domnului”                                            | municipiul Dorohoi                          | Str. Ghica Grigore 35 | 1779                                                                            | Alte imagini          | Raportează eroare |
| BT-II-m-B-01977                                                                                      | Liceul „Grigore Ghica”                                                                                            | municipiul Dorohoi                          | Str. Ghica Grigore 41 | 1880                                                                            |                       | Raportează eroare |
| BT-II-m-B-01978                                                                                      | Casă | municipiul Dorohoi                          | Str. Ghica Grigore 56 | 1828                                                                            |                       | Raportează eroare |
| BT-II-m-B-01979                                                                                      | Ocolul Silvic | municipiul Dorohoi                          | Str. Ghica Grigore 58 | 1902                                                                            |                       | Raportează eroare |
| BT-II-m-B-01980                                                                                      | Casa Burgheli, azi Spitalul orășenesc                                                                             | municipiul Dorohoi                          | Str. Ghica Grigore 60 | 1880                                                                            |                       | Raportează eroare |
| BT-II-m-B-01981                                                                                      | Casa Răutu | municipiul Dorohoi                          | Str. Ghica Grigore 62 | 1925                                                                            | Încarcă foto \| video | Raportează eroare |
| BT-II-m-B-01982                                                                                      | Casa Andreescu | municipiul Dorohoi                          | Str. Ghica Grigore 64 | 1915                                                                            | Încarcă foto \| video | Raportează eroare |
| BT-II-m-B-01983                                                                                      | Casa Marcu | municipiul Dorohoi                          | Str. Sahia Alexandru 2 | 1880                                                                            | Încarcă foto \| video | Raportează eroare |
| BT-II-a-A-01984 (RAN: 36015.13)                                                                      | Ansamblul Bisericii Domnești                                                                                      | municipiul Dorohoi                          | Str. Ștefan cel Mare 61 | sec. XV - XVIII                                                                 | Alte imagini          | Raportează eroare |
| BT-II-m-A-01984.01 (RAN: 36015.13.01)                                                                | Biserica „Sf. Nicolae”                                                                                            | municipiul Dorohoi                          | Str. Ștefan cel Mare 61 | 1495                                                                            |                       | Raportează eroare |
| BT-II-m-A-01984.02 (RAN: 36015.13.02)                                                                | Turn clopotniță                                                                                                   | municipiul Dorohoi                          | Str. Ștefan cel Mare 61 | sec. XVIII                                                                      |                       | Raportează eroare |
| BT-II-m-B-01985                                                                                      | Vechea primărie, azi Ocolul Silvic                                                                                | sat Flămânzi; oraș Flămânzi                 | 10 | 1920                                                                            | Încarcă foto \| video | Raportează eroare |
| BT-II-a-B-01986 (RAN: 39630.01)                                                                      | Mănăstirea Gorovei                                                                                                | sat Gorovei; comuna Văculești               | 19 | sec. XVIII - XX                                                                 |                       | Raportează eroare |
| BT-II-m-B-01986.01                                                                                   | Biserica „Sf. Ioan Botezătorul”                                                                                   | sat Gorovei; comuna Văculești               | 19 | 1834, adăugiri și reparații 1894                                                |                       | Raportează eroare |
| BT-II-m-B-01986.02 (RAN: 39630.01.01)                                                                | Biserica Veche | sat Gorovei; comuna Văculești               | 19 | 1742                                                                            |                       | Raportează eroare |
| BT-II-m-B-01986.03                                                                                   | Stăreție | sat Gorovei; comuna Văculești               | 19 | sf. sec XIX                                                                     | Încarcă foto \| video | Raportează eroare |
| BT-II-m-B-01986.04                                                                                   | Chilii | sat Gorovei; comuna Văculești               | 19 | 1844                                                                            | Încarcă foto \| video | Raportează eroare |
| BT-II-m-B-01986.05                                                                                   | Anexe gospodărești                                                                                                | sat Gorovei; comuna Văculești               | 19 | sf. sec XIX                                                                     | Încarcă foto \| video | Raportează eroare |
| BT-II-m-B-01987                                                                                      | Conacul Alexandrescu                                                                                              | sat Guranda; comuna Durnești                | 112 47.77408°N 27.07275°E | sf. sec. XIX                                                                    | Alte imagini          | Raportează eroare |
| BT-II-a-B-01988                                                                                      | Ansamblul bisericii de lemn „Sf. Nicolae”                                                                         | sat Havârna; comuna Havârna                 | 344 | 1795                                                                            | Încarcă foto \| video | Raportează eroare |
| BT-II-m-B-01988.01 (RAN: 37556.05)                                                                   | Biserica de lemn „Sf. Nicolae”                                                                                    | sat Havârna; comuna Havârna                 | 344 | 1795                                                                            | Încarcă foto \| video | Raportează eroare |
| BT-II-m-B-01988.02                                                                                   | Clopotniță de lemn                                                                                                | sat Havârna; comuna Havârna                 | 344 | 1875                                                                            | Încarcă foto \| video | Raportează eroare |
| BT-II-m-B-01989                                                                                      | Biserica de lemn „Adormirea Maicii Domnului”                                                                      | sat Hănești; comuna Hănești                 | 122 | 1802                                                                            | Încarcă foto \| video | Raportează eroare |
| BT-II-a-B-01990                                                                                      | Ansamblul bisericii „Adormirea Maicii Domnului”                                                                   | sat Hilișeu-Crișan; comuna Hilișeu-Horia    | 36 | sec. XIX                                                                        | Alte imagini          | Raportează eroare |
| BT-II-m-B-01990.01                                                                                   | Biserica de lemn „Adormirea Maicii Domnului”                                                                      | sat Hilișeu-Crișan; comuna Hilișeu-Horia    | 36 | 1802                                                                            |                       | Raportează eroare |
| BT-II-m-B-01990.02                                                                                   | Turn clopotniță                                                                                                   | sat Hilișeu-Crișan; comuna Hilișeu-Horia    | 36 | 1832                                                                            |                       | Raportează eroare |
| BT-II-m-B-01990.03                                                                                   | Zid de incintă | sat Hilișeu-Crișan; comuna Hilișeu-Horia    | 36 | 1832                                                                            |                       | Raportează eroare |
| BT-II-m-B-01991 (RAN: 39140.05)                                                                      | Biserica de lemn „Sf. Împărați”                                                                                   | sat Horlăceni; comuna Șendriceni            | 137 | 1788                                                                            | Alte imagini          | Raportează eroare |
| BT-II-m-B-01992                                                                                      | Conacul Boldur-Lățescu                                                                                            | sat Hudești; comuna Hudești                 | 204 48.14149°N 26.50889°E | 1757                                                                            |                       | Raportează eroare |
| BT-II-m-B-01993 (RAN: 37789.05)                                                                      | Biserica „Sf. Voievozi”                                                                                           | sat Hudești; comuna Hudești                 | 205 48.14672°N 26.51126°E | 1759                                                                            |                       | Raportează eroare |
| BT-II-m-B-01994                                                                                      | Biserica de lemn „Sf. Dumitru”                                                                                    | sat Ionășeni; comuna Trușești               | 37 | 1825                                                                            | Alte imagini          | Raportează eroare |
| BT-II-m-B-01995                                                                                      | Conacul Rosetti                                                                                                   | sat Ionășeni; comuna Vârfu Câmpului         | 1206 47.85818°N 26.3066°E | 1890                                                                            | Încarcă foto \| video | Raportează eroare |
| BT-II-m-B-20849                                                                                      | Biserica „Sfinții Arhangheli Mihail și Gavril”                                                                    | sat Ipotești; comuna Mihai Eminescu         | 10 | 1825                                                                            | Încarcă foto \| video | Raportează eroare |
| BT-II-m-B-01996                                                                                      | Biserica „Sf. Arhangheli”                                                                                         | sat Lișna; comuna Suharău                   | 157 | 1814-1816                                                                       | Încarcă foto \| video | Raportează eroare |
| BT-II-m-B-01997                                                                                      | Conacul Urșianu                                                                                                   | sat Mihălășeni; comuna Mihălășeni           | 345 47.88349°N 27.06301°E | sf. sec. XIX                                                                    | Încarcă foto \| video | Raportează eroare |
| BT-II-m-B-01998                                                                                      | Conacul Ion Pillat                                                                                                | sat Miorcani; comuna Rădăuți-Prut           | 474 48.20101°N 26.8476°E | 1830                                                                            | Încarcă foto \| video | Raportează eroare |
| BT-II-m-B-01999                                                                                      | Biserica „Sf. Gheorghe”                                                                                           | sat Mlenăuți; comuna Hudești                | 2257 48.14672°N 26.51126°E | 1803                                                                            |                       | Raportează eroare |
| BT-II-m-B-02000 (RAN: 36934.01)                                                                      | Biserica de lemn „Schimbarea la Față”                                                                             | sat Schit-Orășeni; comuna Cristești         | 42 | 1762                                                                            | Încarcă foto \| video | Raportează eroare |
| BT-II-m-B-02001                                                                                      | Conacul Palade Vasiliu, azi Spital                                                                                | sat Podriga; comuna Drăgușeni               | 319 48.00133°N 26.83329°E | sf. sec. XIX                                                                    | Încarcă foto \| video | Raportează eroare |
| BT-II-m-B-02002                                                                                      | Biserica de lemn „Sf. Voievozi”                                                                                   | sat Poiana; comuna Brăești                  | 255 | 1801                                                                            | Încarcă foto \| video | Raportează eroare |
| BT-II-a-B-02003                                                                                      | Ansamblul bisericii „Duminica Tuturor Sfinților”                                                                  | sat Pomârla; comuna Pomârla                 | 206 | 1811                                                                            | Încarcă foto \| video | Raportează eroare |
| BT-II-m-B-02003.01                                                                                   | Biserica „Duminica Tuturor Sfinților”                                                                             | sat Pomârla; comuna Pomârla                 | 206 | 1811                                                                            | Încarcă foto \| video | Raportează eroare |
| BT-II-m-B-02003.02                                                                                   | Zid de incintă | sat Pomârla; comuna Pomârla                 | 206 | 1811                                                                            | Încarcă foto \| video | Raportează eroare |
| BT-II-m-B-02004                                                                                      | Fostul Liceu Internat Bașotă                                                                                      | sat Pomârla; comuna Pomârla                 | 451-452 | 1900                                                                            | Încarcă foto \| video | Raportează eroare |
| BT-II-m-B-02005                                                                                      | Biserica de lemn „Adormirea Maicii Domnului”                                                                      | sat Prelipca; comuna Văculești              | 715 | 1773                                                                            | Încarcă foto \| video | Raportează eroare |
| BT-II-m-B-02006 (RAN: 38447.07)                                                                      | Biserica de lemn „Sf. Nicolae”                                                                                    | sat Prisăcani; oraș Flămânzi                | 47 | 1657                                                                            | Încarcă foto \| video | Raportează eroare |
| BT-II-m-B-02007 (RAN: 38642.01)                                                                      | Biserica de lemn „Sf. Nicolae”                                                                                    | sat Rădăuți-Prut; comuna Rădăuți-Prut       | 503 | mijl.sec. XVIII                                                                 | Încarcă foto \| video | Raportează eroare |
| BT-II-m-B-02008 (RAN: 39649.03)                                                                      | Biserica de lemn „Nașterea Maicii Domnului”                                                                       | sat Saucenița; comuna Văculești             | 482 | 1794                                                                            | Încarcă foto \| video | Raportează eroare |
| BT-II-m-B-02009                                                                                      | Conacul Ratoș, azi Muzeu                                                                                          | oraș Săveni                                 | Str. 1 Decembrie 1918 40 47.95745°N 26.86028°E                                                                                                 | 1800                                                                            |                       | Raportează eroare |
| BT-II-m-B-02010                                                                                      | Spitalul Orășenesc                                                                                                | oraș Săveni                                 | Str. Iancu Avram 2 | 1879                                                                            |                       | Raportează eroare |
| BT-II-m-B-02011                                                                                      | Capela „Sf. Teodor” - Calimachi                                                                                   | sat Stâncești; comuna Mihai Eminescu        | 187 | 1837                                                                            | Alte imagini          | Raportează eroare |
| BT-II-a-B-02012                                                                                      | Mănăstirea „Sf. Treime” - Balș                                                                                    | sat Storești; comuna Frumușica              | 563 | sec. XIX                                                                        | Încarcă foto \| video | Raportează eroare |
| BT-II-m-B-02012.01 (RAN: 37360.01)                                                                   | Biserica „Sf. Treime”                                                                                             | sat Storești; comuna Frumușica              | 563 | 1835                                                                            | Încarcă foto \| video | Raportează eroare |
| BT-II-m-B-02012.02                                                                                   | Corp chilii | sat Storești; comuna Frumușica              | 563 | sec. XIX                                                                        | Încarcă foto \| video | Raportează eroare |
| BT-II-m-B-02013 (RAN: 38991.05)                                                                      | Biserica de lemn „Sf. Nicolae”                                                                                    | sat Suharău; comuna Suharău                 | 203-A | 1793, reparații 1897                                                            | Încarcă foto \| video | Raportează eroare |
| BT-II-m-B-02014                                                                                      | Pavilioanele spitalului din Sulița                                                                                | sat Sulița; comuna Sulița                   | | 1883                                                                            | Încarcă foto \| video | Raportează eroare |
| BT-II-m-B-02015                                                                                      | Biserica „Sf. Nicolae”                                                                                            | sat Sulița; comuna Sulița                   | | 1820-1826, refăcută la 1912                                                     | Încarcă foto \| video | Raportează eroare |
| BT-II-a-B-02016 (RAN: 39060.02)                                                                      | Mănăstirea „Adormirea Maicii Domnului” - Cozancea                                                                 | sat Sulița; comuna Sulița                   | 546 | sec. XVII - XIX                                                                 | Încarcă foto \| video | Raportează eroare |
| BT-II-m-B-02016.01 (RAN: 39060.02.01)                                                                | Biserica „Adormirea Maicii Domnului”                                                                              | sat Sulița; comuna Sulița                   | 546 | 1732, reparații 1897                                                            | Încarcă foto \| video | Raportează eroare |
| BT-II-m-B-02016.03                                                                                   | Turn clopotniță                                                                                                   | sat Sulița; comuna Sulița                   | 546 | sec. XIX                                                                        | Încarcă foto \| video | Raportează eroare |
| BT-II-m-B-02017                                                                                      | Școală normală „Al. Vlahuță”, azi liceu                                                                           | sat Șendriceni; comuna Șendriceni           | | sf. sec. XIX                                                                    | Încarcă foto \| video | Raportează eroare |
| BT-II-m-B-02018 (RAN: 39131.01)                                                                      | Biserica de lemn „Sf. Voievozi”                                                                                   | sat Șendriceni; comuna Șendriceni           | 840 | 1766                                                                            | Încarcă foto \| video | Raportează eroare |
| BT-II-m-B-02019                                                                                      | Biserica „Cuvioasa Paraschiva”                                                                                    | sat Ștefănești; oraș Ștefănești             | 394 | 1640                                                                            | Alte imagini          | Raportează eroare |
| BT-II-m-B-02020                                                                                      | Casă cu prăvălii                                                                                                  | sat Ștefănești; oraș Ștefănești             | Str. Principală 45-46 | sec. XIX                                                                        | Încarcă foto \| video | Raportează eroare |
| BT-II-m-B-02021                                                                                      | Casă | sat Ștefănești; oraș Ștefănești             | Str. Principală 254 | 1933                                                                            | Încarcă foto \| video | Raportează eroare |
| BT-II-m-B-02022                                                                                      | Hală de carne | sat Ștefănești; oraș Ștefănești             | Str. Principală 272 | 1890                                                                            |                       | Raportează eroare |
| BT-II-m-B-02023                                                                                      | Casa Mihail Kogălniceanu                                                                                          | sat Știubieni; comuna Știubieni             | 378 | 1890                                                                            | Încarcă foto \| video | Raportează eroare |
| BT-II-m-B-02024 (RAN: 38223.01)                                                                      | Biserica de lemn „Sf. Treime” și „Sf. Voievozi”                                                                   | sat Talpa; comuna Cândești                  | 1461 | 1772                                                                            | Încarcă foto \| video | Raportează eroare |
| BT-II-m-B-02025 (RAN: 39621.08)                                                                      | Biserica de lemn „Adormirea Maicii Domnului”                                                                      | sat Văculești; comuna Văculești             | 366 | 1712                                                                            | Încarcă foto \| video | Raportează eroare |
| BT-II-m-B-02026                                                                                      | Conacul Haret | sat Vlădeni; comuna Corlăteni               | 54 47.70938°N 26.51915°E | 1760                                                                            | Alte imagini          | Raportează eroare |
| BT-II-m-B-02027 (RAN: 39747.01)                                                                      | Biserica de lemn „Sf. Gheorghe”                                                                                   | sat aparținător Vlădeni; comuna Vlădeni     | 138 | 1785                                                                            | Încarcă foto \| video | Raportează eroare |
| BT-II-m-B-02028                                                                                      | Biserica de lemn „Sf. Dumitru”                                                                                    | sat Vorniceni; comuna Vorniceni             | 300 | 1821                                                                            | Încarcă foto \| video | Raportează eroare |
| BT-II-a-B-02029 (RAN: 39881.02)                                                                      | Mănăstirea „Nașterea Maicii Domnului” - Vorona                                                                    | sat Vorona Nouă; comuna Vorona              | 411 | sec. XVIII - XIX                                                                |                       | Raportează eroare |
| BT-II-m-B-02029.01 (RAN: 39881.02.01)                                                                | Biserica „Adormirea Maicii Domnului”                                                                              | sat Vorona Nouă; comuna Vorona              | 411 | 1793-1803                                                                       |                       | Raportează eroare |
| BT-II-m-B-02029.02                                                                                   | Stăreție | sat Vorona Nouă; comuna Vorona              | 411 | a doua jum. a sec. XIX                                                          |                       | Raportează eroare |
| BT-II-m-B-02029.03                                                                                   | Chilii | sat Vorona Nouă; comuna Vorona              | 411 | 1840                                                                            |                       | Raportează eroare |
| BT-II-m-B-02029.04                                                                                   | Anexe gospodărești (5)                                                                                            | sat Vorona Nouă; comuna Vorona              | 411 | a doua jum. a sec. XIX                                                          | Încarcă foto \| video | Raportează eroare |
| BT-II-m-B-02030                                                                                      | Biserica de lemn „Adormirea Maicii Domnului”                                                                      | sat Zăicești; comuna Bălușeni               | 43 | 1903, transformări 1884                                                         | Încarcă foto \| video | Raportează eroare |
| BT-II-m-B-02037                                                                                      | Teatrul „Mihai Eminescu”                                                                                          | municipiul Botoșani                         | Str. Cuza Vodă 3 | 1916                                                                            |                       | Raportează eroare |
| BT-II-m-B-20183 (RAN: 36319.02)                                                                      | Biserica de lemn „Sf. Voievozi”                                                                                   | sat Bălușeni; comuna Bălușeni               | 28 | 1740                                                                            | Încarcă foto \| video | Raportează eroare |
| BT-II-m-B-20406                                                                                      | Biserica Vovidenia („Intrarea în Biserică a Maicii Domnului”)                                                     | municipiul Botoșani                         | Str. Kogălniceanu Mihail 6A | 1834                                                                            | Încarcă foto \| video | Raportează eroare |
| BT-III-m-B-01858.02                                                                                  | Statuia „Sf. Maria”                                                                                               | municipiul Botoșani                         | Str. Armeană 3 | sec. XVIII                                                                      | Încarcă foto \| video | Raportează eroare |
| BT-III-m-B-01955                                                                                     | Monument comemorativ al Răscoalei din 1907                                                                        | sat Corduni; oraș Flămânzi                  | | 1977                                                                            | Încarcă foto \| video | Raportează eroare |
| BT-III-m-B-02031                                                                                     | Monument închinat țăranilor                                                                                       | municipiul Botoșani                         | Grădina Publică „Mihai Eminescu” 2 | 1978                                                                            | Încarcă foto \| video | Raportează eroare |
| BT-III-m-B-02032                                                                                     | Monumentul lui Neculae și Ruxandra Sofian                                                                         | municipiul Botoșani                         | Cimitirul Pacea | 1900                                                                            | Încarcă foto \| video | Raportează eroare |
| BT-III-m-B-02033                                                                                     | Monumentul Eroilor din Primul Război Mondial                                                                      | municipiul Botoșani                         | Piața 1 Decembrie 1918 47.74506°N 26.66904°E                                                                                                   | 1929                                                                            |                       | Raportează eroare |
| BT-III-m-B-02034                                                                                     | Bustul poetului Mihai Eminescu                                                                                    | municipiul Botoșani                         | Bd. Eminescu Mihai, în Grădina Publică „Mihai Eminescu” 47.74337°N 26.65508°E                                                                  | 1895                                                                            |                       | Raportează eroare |
| BT-III-m-B-02035                                                                                     | Bustul istoricului Nicolae Iorga                                                                                  | municipiul Botoșani                         | Str. Iorga Nicolae 12 47.73778°N 26.66297°E | 1923                                                                            | Încarcă foto \| video | Raportează eroare |
| BT-III-m-B-02036                                                                                     | Bustul poetului Mihai Eminescu                                                                                    | municipiul Botoșani                         | Piața Revoluției 1 47.74473°N 26.66268°E | 1960                                                                            | Încarcă foto \| video | Raportează eroare |
| BT-III-m-B-02038                                                                                     | Placa comemorativă ridicată în amintirea țăranilor uciși în 1907                                                  | municipiul Botoșani                         | Str. Săvenilor 47.74658°N 26.66973°E | 1960                                                                            | Încarcă foto \| video | Raportează eroare |
| BT-III-m-B-02039                                                                                     | Bustul omului politic Mihail Kogălniceanu                                                                         | municipiul Dorohoi                          | Str. Cuza Alexandru Ioan 41 | 1913                                                                            |                       | Raportează eroare |
| BT-III-m-B-02040                                                                                     | Monumentul Eroilor din Primul Război Mondial                                                                      | municipiul Dorohoi                          | Str. Ghica Grigore, în Piața Primăriei | 1926                                                                            |                       | Raportează eroare |
| BT-III-m-B-02041                                                                                     | Bustul lui Valter Mărăcineanu                                                                                     | municipiul Dorohoi                          | Bd. Victoria 110 | sf. sec. XIX                                                                    |                       | Raportează eroare |
| BT-III-m-B-02042                                                                                     | Monumentul Eroilor din Războiul pentru Independență                                                               | sat Flămânzi; oraș Flămânzi                 | | sec. XIX                                                                        | Încarcă foto \| video | Raportează eroare |
| BT-III-m-B-02043                                                                                     | Placa comemorativă ridicată în amintirea muncitorilor solidarizați cu țăranii răsculați în 1907                   | sat Ibănești; comuna Ibănești               | | 1957                                                                            | Încarcă foto \| video | Raportează eroare |
| BT-III-m-B-02044                                                                                     | Placa comemorativă în amintirea țăranilor uciși în răscoala din 1907                                              | sat Mitoc; comuna Mitoc                     | | sec. XX                                                                         | Încarcă foto \| video | Raportează eroare |
| BT-III-m-B-20848                                                                                     | Conacul „Miclescu”                                                                                                | sat Călinești; oraș Bucecea                 | 126 47.75751°N 26.47898°E | 1820                                                                            | Încarcă foto \| video | Raportează eroare |
| BT-IV-m-B-01858.03 (RAN: 35740.04.01)                                                                | Cimitir | municipiul Botoșani                         | Str. Armeană 3 47.74137°N 26.67015°E | sec. XVIII                                                                      | Încarcă foto \| video | Raportează eroare |
| BT-IV-m-B-01859.04                                                                                   | Cimitir | municipiul Botoșani                         | Str. Armeană 15 47.7399°N 26.67183°E | sec. XIX                                                                        | Încarcă foto \| video | Raportează eroare |
| BT-IV-m-A-02045                                                                                      | Casa memorială „Nicolae Iorga”                                                                                    | municipiul Botoșani                         | Str. Iorga Nicolae 14 47.73794°N 26.66301°E | ante 1850                                                                       | Alte imagini          | Raportează eroare |
| BT-IV-m-B-02046                                                                                      | Casa cu placă memorială pentru Harietta Eminovici                                                                 | municipiul Botoșani                         | Str. Pușkin A. S. 8 | sec. XIX                                                                        | Încarcă foto \| video | Raportează eroare |
| BT-IV-a-B-02047                                                                                      | Memorialul Ipotești-Centrul Național de Studii „Mihai Eminescu”                                                   | sat Ipotești; comuna Mihai Eminescu         | 12, 13, 14, 15 | sec. XIX                                                                        | Alte imagini          | Raportează eroare |
| BT-IV-m-B-02047.01                                                                                   | Casa memorială „Mihai Eminescu”                                                                                   | sat Ipotești; comuna Mihai Eminescu         | 12, 13, 14, 15 | sec. XIX                                                                        | Încarcă foto \| video | Raportează eroare |
| BT-IV-m-B-02047.02                                                                                   | Mormintele familiei Eminescu                                                                                      | sat Ipotești; comuna Mihai Eminescu         | | sec. XIX                                                                        |                       | Raportează eroare |
| BT-IV-m-A-02048                                                                                      | Casa memorială „George Enescu”                                                                                    | sat Liveni; comuna George Enescu            | 98 48.04363°N 26.47892°E | ante 1880                                                                       | Alte imagini          | Raportează eroare |
| BT-IV-m-B-21063                                                                                      | Casa părintească a mamei compozitorului George Enescu                                                             | sat Mihăileni; comuna Mihăileni             | |                                                                                 | Încarcă foto \| video | Raportează eroare |